# Jülicher Kreisbahn
| |                      |                                              |                                              |
| Streckennummer (DB): | 9241                 |                                              |                                              |
| Kursbuchstrecke (DB): | 245e (1970)          |                                              |                                              |
| Kursbuchstrecke: | 245r (1946)          |                                              |                                              |
| Streckenlänge: | 15,2 km              |                                              |                                              |
| Spurweite: | 1435 mm (Normalspur) |                                              |                                              |
| Streckenklasse: | CE                   |                                              |                                              |
| Maximale Neigung: | 20 ‰                 |                                              |                                              |
| Minimaler Radius: | 190 m                |                                              |                                              |
| Streckengeschwindigkeit: | 40 km/h              |                                              |                                              |
| |                      |                                              |                                              |
| \| \| 0,0 \| Jülich Nord \| 83 m ü. NHN \| \| \| \| Strecke von Jülich (ab 1992) \| \| \| \| 1,3 \| Abzw. Rübenstraße (ab 1992) \| Abzw. Rübenstraße (ab 1992) \| \| \| \| Bundesstraße 56 \| \| \| \| 1,6 \| Streckenende gemäß SNB[2] \| Streckenende gemäß SNB[2] \| \| \| \| Rur \| \| \| \| \| Strecke von Jülich (bis 1992) \| \| \| \| 2,2 \| Kirchberg (b Jülich) Nord Übergabe DB \| Kirchberg (b Jülich) Nord Übergabe DB \| \| \| \| Strecke nach Aachen Nord (bis 1982) \| \| \| \| 2,6 \| Anst. Eichhorn (ab 1992) \| Anst. Eichhorn (ab 1992) \| \| \| \| Bundesstraße 56 \| \| \| \| \| Autobahn 44 \| \| \| \| 5,2 \| Koslar \| 76 m ü. NHN \| \| \| 7,4 \| Barmen (b Jülich) \| Barmen (b Jülich) \| \| \| \| Brücke über die Kirchgracht \| \| \| \| 8,1 \| Merzenhausen \| 98 m ü. NHN \| \| \| \| Merzbach \| \| \| \| 11,5 \| Ederen \| Ederen \| \| \| \| Bundesstraße 56 \| \| \| \| \| Bundesstraße 57 \| \| \| \| \| Geilenkirchener Kreisbahn von Alsdorf \| \| \| \| 15,2 \| Puffendorf \| 108 m ü. NHN \| \| \| \| Geilenkirchener Kreisbahn nach Geilenkirchen \| \| \| \| \| \| \| \| Quellen: [3][4] \| \| \| \| |                      |                                              |                                              |
| Kopfbahnhof Streckenanfang (Strecke außer Betrieb) | 0,0                  | Jülich Nord                                  | 83 m ü. NHN                                  |
| Abzweig ehemals geradeaus und von links |                      | Strecke von Jülich (ab 1992)                 | Strecke von Jülich (ab 1992)                 |
| ehemalige Blockstelle | 1,3                  | Abzw. Rübenstraße (ab 1992)                  | Abzw. Rübenstraße (ab 1992)                  |
| Strecke mit Straßenbrücke |                      | Bundesstraße 56                              | Bundesstraße 56                              |
| | 1,6                  | Streckenende gemäß SNB                       | Streckenende gemäß SNB                       |
| Brücke über Wasserlauf (Strecke außer Betrieb) |                      | Rur                                          | Rur                                          |
| Abzweig geradeaus und von links (Strecke außer Betrieb) |                      | Strecke von Jülich (bis 1992)                | Strecke von Jülich (bis 1992)                |
| Bahnhof (Strecke außer Betrieb) | 2,2                  | Kirchberg (b Jülich) Nord Übergabe DB        | Kirchberg (b Jülich) Nord Übergabe DB        |
| Abzweig geradeaus und nach links (Strecke außer Betrieb) |                      | Strecke nach Aachen Nord (bis 1982)          | Strecke nach Aachen Nord (bis 1982)          |
| Blockstelle (Strecke außer Betrieb) | 2,6                  | Anst. Eichhorn (ab 1992)                     | Anst. Eichhorn (ab 1992)                     |
| Bahnübergang (Strecke außer Betrieb) |                      | Bundesstraße 56                              | Bundesstraße 56                              |
| Strecke mit Straßenbrücke (Strecke außer Betrieb) |                      | Autobahn 44                                  | Autobahn 44                                  |
| Bahnhof (Strecke außer Betrieb) | 5,2                  | Koslar                                       | 76 m ü. NHN                                  |
| Haltepunkt / Haltestelle (Strecke außer Betrieb) | 7,4                  | Barmen (b Jülich)                            | Barmen (b Jülich)                            |
| Brücke (Strecke außer Betrieb) |                      | Brücke über die Kirchgracht                  | Brücke über die Kirchgracht                  |
| Bahnhof (Strecke außer Betrieb) | 8,1                  | Merzenhausen                                 | 98 m ü. NHN                                  |
| Brücke über Wasserlauf (Strecke außer Betrieb) |                      | Merzbach                                     | Merzbach                                     |
| Bahnhof (Strecke außer Betrieb) | 11,5                 | Ederen                                       | Ederen                                       |
| Brücke (Strecke außer Betrieb) |                      | Bundesstraße 56                              | Bundesstraße 56                              |
| Bahnübergang (Strecke außer Betrieb) |                      | Bundesstraße 57                              | Bundesstraße 57                              |
| Strecke (außer Betrieb) · Strecke von links (außer Betrieb) |                      | Geilenkirchener Kreisbahn von Alsdorf        | Geilenkirchener Kreisbahn von Alsdorf        |
| Kopfbahnhof Streckenende (Strecke außer Betrieb) · Bahnhof (Strecke außer Betrieb) | 15,2                 | Puffendorf                                   | 108 m ü. NHN                                 |
| Strecke nach links (außer Betrieb) |                      | Geilenkirchener Kreisbahn nach Geilenkirchen | Geilenkirchener Kreisbahn nach Geilenkirchen |
| |                      |                                              |                                              |
| Quellen: |                      |                                              |                                              |

Die Jülicher Kreisbahn war ein kommunaler Eigenbetrieb des früheren Landkreises Jülich im Rheinland. Die von ihr betriebene Eisenbahnstrecke von Jülich nach Puffendorf wurde im Volksmund ebenfalls mit Jülicher Kreisbahn oder auch schlicht als Kreisbahn betitelt.
Die Strecke diente vornehmlich Pendlern und Schülern als Verbindung in die Kreisstadt Jülich sowie dem Güterverkehr, hier überwiegend dem Rübentransport zur Zuckerfabrik Jülich. Der Personenverkehr wurde 1971 auf Omnibus umgestellt. Ab dem 1. Januar 1984 übernahm die Dürener Kreisbahn die Betriebsführung. Der Güterverkehr nahm im Laufe der Jahre bis zur Einstellung des Fahrbetriebs 1999 immer weiter ab.
Seit der Einleitung der offiziellen Stilllegung im Jahr 2007 wurde ein Teil der Infrastruktur – vor allem Hochbauten und Sicherungstechnik – bereits abgebaut. Allerdings ist das Streckengleis außerhalb der ehemaligen Endbahnhöfe Jülich Nord und Puffendorf größtenteils noch vorhanden. Auf der Strecke waren aufgrund ihres sehr einfachen Ausbaustandes während ihrer Betriebszeit maximal 40 km/h zulässig, die Trasse an sich erlaubt jedoch mit ihren Kurvenradien bei Einbau entsprechender Überhöhungen und Signaltechnik weitestgehend 70 bis 80 km/h, entspricht in dieser Hinsicht also der Rurtalbahn-Strecke Düren – Jülich – Linnich. Lediglich nordwestlich von Kirchberg zwingt eine enge Kurve zu langsamerer Fahrt. Die Trasse ist rechtlich gesehen auch heute noch (Stand 2019) dem Eisenbahnverkehr gewidmet und wäre somit reaktivierbar, ohne dass zuerst Baurecht geschaffen werden müsste.

## Geschichte

### Erste Planungen
Bereits 1901 wandte sich die Stadt Jülich an die Westdeutsche Eisenbahn-Gesellschaft (WEG) hinsichtlich der Möglichkeiten zum Bau einer Kleinbahnlinie, da die WEG schon in den benachbarten Kreisen Geilenkirchen und Bergheim Bahnen baute oder betrieb; auch der Kreis Düren strebte Verhandlungen mit der WEG an. Die WEG unterbreitete in ihrer Antwort vom 24. Oktober 1901 an den damaligen Jülicher Bürgermeister Vogt entsprechende Vorschläge zur Feststellung der Kosten für die weiteren Vorarbeiten. Die in Koslar ansässige Firma Schleipen & Erkens erbat am 14. November 1901 Informationen hinsichtlich der Möglichkeit eines Bahnanschlusses und bekundete Interesse an einer Strecke links der Rur nach Koslar, um hier einen Anschluss ihrer Papierfabrik zu realisieren.
Der Jülicher Bürgermeister favorisierte eine Bahnstrecke von Jülich links der Rur nach Linnich bzw. Lindern, wie er in einem Schreiben vom 1. Februar 1903 der WEG mitteilte. In ihrem Antwortschreiben äußerte die WEG Bedenken hinsichtlich einer Strecke nach Linnich oder Lindern, da diese Streckenführung mit den staatlichen Ausbauplänen konkurrieren würde. Favorisiert wurde von Seiten der WEG hingegen eine Kleinbahnstrecke von Elsdorf über Jülich nach Puffendorf, sofern die projektierte Strecke der Geilenkirchener Kreisbahn (GKB) von Geilenkirchen nach Puffendorf ebenso normalspurig gebaut werden würde. Der Linnicher Bürgermeister bekundete ebenfalls sein Interesse an einer Bahnstrecke von Jülich nach Puffendorf; allerdings sollte eine Strecke Jülich – Linnich links der Rur dennoch in der Planung berücksichtigt bleiben.

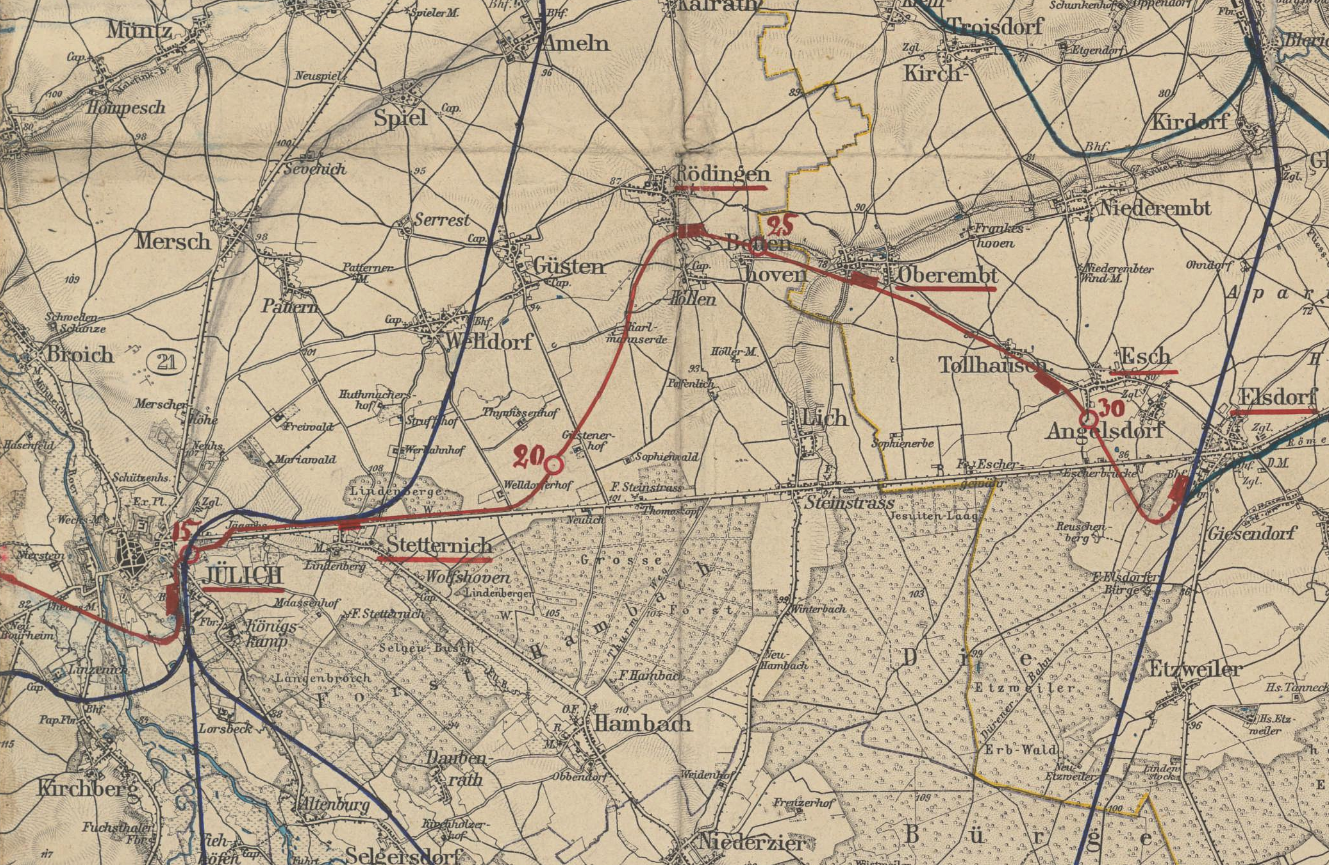
Übersicht der geplanten Bahnstrecke Jülich – Elsdorf der Jülicher Kreisbahn

Schließlich stellte die Stadt Jülich einen Antrag auf Freigabe der Strecke Elsdorf – Jülich – Puffendorf an den königlichen Eisenbahnminister. Auf die im Antwortschreiben vom 12. Mai 1903 gestellten Fragen wurde hernach eingegangen. Demnach sollte die normalspurig zu bauende Strecke durchweg einen eigenen Bahnkörper erhalten und die Staatsbahn bei Jülich niveaufrei kreuzen. Die Bahn sollte sowohl dem Personen- als auch dem Güterverkehr dienen und für letzteren in Elsdorf sowie in Jülich Anschluss an die Staatsbahn erhalten. Daneben sollte die Strecke in Elsdorf in die Kreis-Bergheimer-Kleinbahn eingeführt werden und in Puffendorf Anschluss an die GKB erhalten. In Puffendorf sollte eine Umladung zwischen Normal- und Schmalspur möglich sein. Übergang von Personen war zu den Staatsbahnhöfen in Elsdorf und Jülich sowie zur GKB in Puffendorf vorgesehen. Die komplette rund 32 km lange Strecke sollte die Orte Puffendorf, Ederen, Freialdenhoven, Merzenhausen, Barmen, Koslar, Jülich, Stetternich, Rödingen-Höllen, Bettenhoven, Oberembt, Tollhausen, Esch, Angelsdorf und Elsdorf berühren. Im Güterverkehr sollte die Beförderung landwirtschaftlicher Produkte im Vordergrund stehen, industrielle Kunden wurden nur vereinzelt erwähnt, darunter die Papierfabrik in Koslar. Im Bescheid des Ministeriums vom Oktober 1904 wurde bekundet, dass die Strecke Jülich – Elsdorf als wichtig eingestuft und daher nur als Staatsbahnstrecke gebaut werden könne. Der Bau der Strecke von Jülich nach Puffendorf wurde hingegen genehmigt.
Ebenfalls im Oktober 1904 erbat die Firma Schleipen & Erkens die Stadt Jülich erneut um Informationen über den Fortschritt des Bahnprojekts.

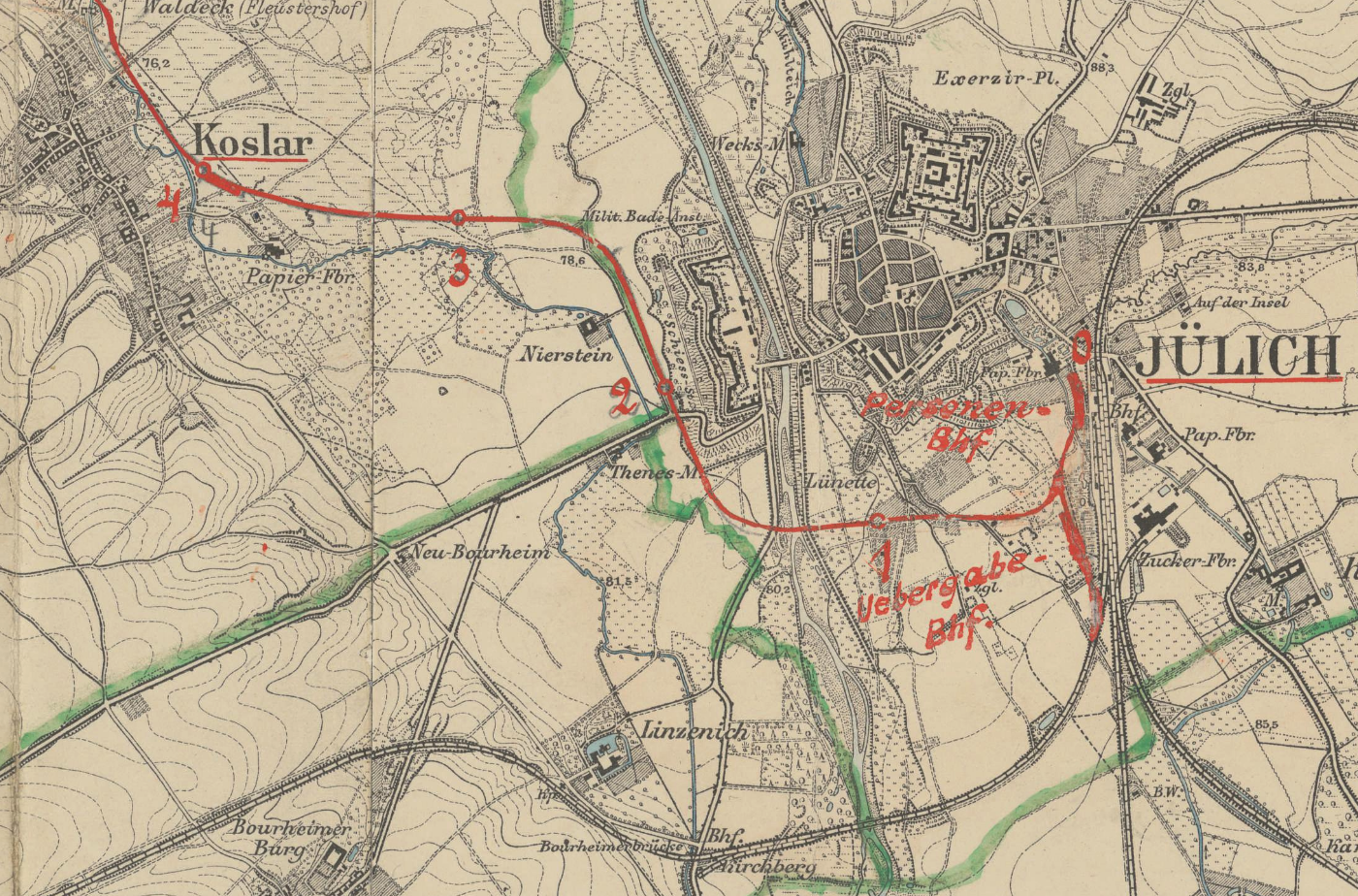
Planausschnitt der Strecke Jülich – Puffendorf mit direkter Linienführung nach Koslar und Übergabebahnhof in Jülich

Der Auftrag zur Erarbeitung der Daten für Vermessung und Wirtschaftlichkeitsrechnung erhielt der Ingenieur Radermacher im Jahr 1905. Er schlug am 17. Januar 1906 vor, den Endbahnhof in Jülich auf der Ostseite des Staatsbahnhofs zu errichten, um eine direkte Verbindung der Kleinbahn mit der Zuckerfabrik Jülich zu ermöglichen. Dieser Vorschlag warf wegen der erforderlichen Über- oder Unterquerung der Staatsbahngleise das Kleinbahnprojekt weiter zurück, woraufhin die Firma Schleipen & Erkens versuchte, eine eigene Bahnverbindung zu realisieren. Diese sollte eine meterspurige Verbindung von ihrer Fabrik in Koslar zum Staatsbahnhof in Kirchberg herstellen und elektrisch betrieben werden. Da eine solche Bahnverbindung das Projekt Jülich – Puffendorf gefährdet hätte, bat der Jülicher Bürgermeister den Aachener Regierungspräsidenten, der Firma Schleipen & Erkens die Zustimmung zu versagen. So sollte auch einer Zersplitterung des Bahnverkehrs im Jülicher Raum vorgebeugt werden. In der Genehmigung zum Bau der Kleinbahn Jülich – Puffendorf machte das Ministerium für öffentliche Arbeiten der Stadt Jülich allerdings die Auflage, den Anschluss an die Staatsbahn im Bahnhof Kirchberg zu realisieren.
Die Aachener Kleinbahngesellschaft bekundete Anfang 1907 Interesse am Bau von Kleinbahnstrecken im Jülicher Land. Von den Endstationen Dürwiß und Hoengen sollten elektrisch betriebene Strecken nach Jülich sowie über Linnich nach Lindern gebaut werden. Aus verschiedenen Gründen wurden diese Pläne nicht weiterverfolgt.

### Bau der Kreisbahn
Nach der erteilten Genehmigung trat der Kreis Jülich in Verhandlungen mit der Firma Lenz & Co. GmbH, die bereits Erfahrung mit dem Bau anderer Kleinbahnstrecken, wie beispielsweise der Dürener Kreisbahn, vorweisen konnte. Die Verhandlungen kamen im Frühjahr 1908 mit dem Auftrag an Lenz & Co. zum Bau einer normalspurigen Eisenbahn von Jülich über Kirchberg, Koslar, Merzenhausen und Ederen nach Puffendorf zu einem positiven Abschluss. In Puffendorf sollte zur Verknüpfung mit der schmalspurigen Geilenkirchener Kreisbahn (GKB) ein Umladegleis gebaut werden. Beim Bau wurden vorwiegend italienische Facharbeiter eingesetzt. Ein direkter Übergang von Normalspur-Güterwagen auf die GKB mit Hilfe von Rollböcken (wie z. B. in Geilenkirchen) oder Rollwagen (wie in Düren) war nicht vorgesehen und wurde auch nie realisiert. Dadurch behielt die JKB-Strecke im Güterverkehr immer der Charakter einer Sackgasse – erst recht, als die GKB 1953 den Güterverkehr zwischen Puffendorf und Alsdorf einstellte und ab Ende 1963 Puffendorf auch von Geilenkirchen aus nicht mehr anfuhr.
Im Juni 1910 wurde der Vertrag über Bau und Betrieb der Jülicher Kreisbahn für die Strecke Jülich – Puffendorf abgeschlossen. Den Betrieb führten zum Lenz-Konzern gehörende oder aus ihm hervorgegangene Gesellschaften: Zunächst die Westdeutsche Eisenbahn-Gesellschaft, später Vereinigte Kleinbahnen und Deutsche Eisenbahn-Gesellschaft.
Der Verkehr wurde am 1. Juli 1911 zwischen Kirchberg Nord und Puffendorf ohne besondere Feierlichkeiten eröffnet. Vom Bahnhof Kirchberg Nord bestand ein Anschluss zum benachbarten Bahnhof Kirchberg (b Jülich) der Bahnstrecke Aachen Nord–Jülich. Zwischen Kirchberg und Puffendorf verkehrten zunächst vier tägliche Zugpaare.

### Erste Betriebsjahre

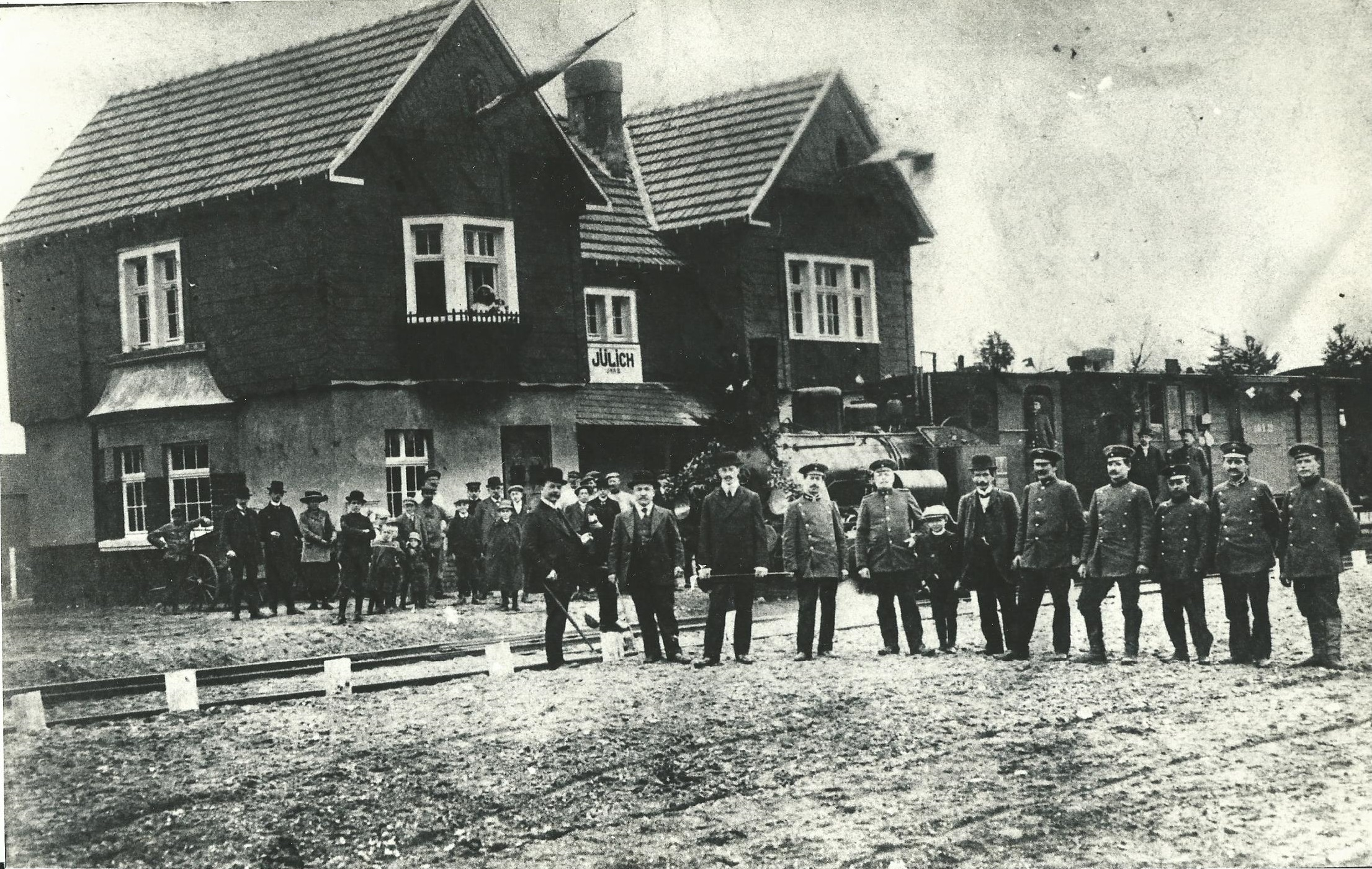
Eröffnungszug am 14. September 1912 vor dem ursprünglichen Jülicher Kreisbahnhofsgebäude, welches 1944 zerstört wurde

Am 14. September 1912 wurde mit dem Reststück Jülich Nord – Kirchberg Nord, das parallel zur Staatsbahn verlief, die Kreisbahnstrecke komplett in Betrieb genommen. Dies wurde mit einer Eröffnungsfeier entsprechend gewürdigt. Die Zahl der täglichen Zugpaare stieg auf sieben an. Der Personenverkehr diente vorwiegend Schülern und Pendlern zur Verbindung in die Kreisstadt Jülich; es wird aber auch von Kegelklubs berichtet, die die Kreisbahn zur Kegeltour nach Koslar benutzten. 1913 wurden 98.000 Personen befördert; 1914 wurden 106.077 Personen und 34.394 t Güter befördert.
Der Erste Weltkrieg hatte – von Verkehrseinschränkungen abgesehen – keine negativen Auswirkungen auf die Jülicher Kreisbahn. Während der Zeit der sogenannten Regiebahn ab 1923 diente die Strecke der JKB als Verbindung von Jülich nach Aachen, um nicht die Züge der unter Kontrolle der Besatzungsmacht stehenden Reichsbahn benutzen zu müssen. Während der Inflationszeit wurde ab Sommer 1923 die Zahl der Fahrten auf vier Zugpaare reduziert.
Am 28. Dezember 1926 trat ein neuer Betriebsführungsvertrag zwischen der Firma Lenz & Co. und dem Kreisausschuss des Kreises Jülich in Kraft. Darin wurde festgelegt, dass die Firma Lenz & Co. weiterhin den Betrieb der Jülicher Kreisbahn verantwortet, sich aber hierbei der Organisation der WEG bedient; die örtliche Betriebsleitung wurde der GKB übertragen. Alle Betriebseinnahmen flossen der Firma Lenz & Co. zu, welche den Betrieb selbständig gestalten sollte. Allerdings wurde ein Mindestangebot von vier Personenzügen, davon mindestens zwei auch mit Güterbeförderung, vereinbart.
Im Jahr 1928 übertrug die WEG alle Rechte und Pflichten zur Betriebsführung der JKB an die Vereinigte Kleinbahn AG (VKA), Köln. Der Vertrag trat zum 1. Januar 1928 in Kraft, wobei alle Vereinbarungen und Abkommen zwischen der Firma Lenz & Co. und dem Kreisausschuss Jülich von 1926 unberührt blieben.

### Zweiter Weltkrieg
Während des Zweiten Weltkrieges konnte der Betrieb der JKB mit Einschränkungen weiterlaufen. Der Bahnbetrieb geriet allerdings ins Stocken, nachdem im September 1944 mehrere Mitarbeiter bei einem Tieffliegerangriff getötet wurden. Daraufhin brachte die Bahnverwaltung das rollende Material an einen Ausweichort. Die weiteren Kriegsereignisse hinterließen schwere Schäden an der Bahn. Die Empfangsgebäude in Jülich, Merzenhausen, Ederen und Puffendorf wurden vollkommen zerstört. Im Laufe der Rückzugsgefechte wurde außerdem die Rurbrücke zwischen Jülich und Kirchberg gesprengt.

### Nachkriegsjahre
Nach dem Krieg konnte die Firma Lenz & Co. den Pachtvertrag nicht mehr fortsetzen, und die VKA AG, Frankfurt, trat an ihre Stelle. Nachdem das Personal zumindest teilweise zurückgekehrt war, wurde der Verkehr zunächst zwischen Kirchberg und Koslar aufgenommen. Da wegen der zerstörten Rurbrücke der Bahnhof Jülich Nord nicht erreichbar war, wurde zur Wartung der Fahrzeuge 1946 ein provisorischer Lokschuppen aus Holz im Bahnhof Koslar errichtet. Ebenso wurde die Bahnverwaltung notdürftig in Koslar untergebracht.
Im April 1946 konnte der Verkehr wieder bis Puffendorf ausgedehnt werden. Der weitere Wiederaufbau begann erst nach der Währungsreform. Für die Wiedererrichtung der kriegszerstörten Rurbrücke gab das Land Nordrhein-Westfalen einen Zuschuss. Der Abschnitt Jülich Nord – Kirchberg Nord der Kreisbahn konnte erst am 27. Juni 1950 wieder befahren werden. Für die Errichtung des Bahnhofsgebäudes und des Lokschuppens in Jülich Nord und der Wartehallen in Merzenhausen und Ederen wurden Landesmittel bereitgestellt.
Mit der Vereinigten Kleinbahnen AG, Frankfurt, wurde am 9. Mai 1951 ein neuer Betriebsführungsvertrag abgeschlossen.

### Rationalisierung

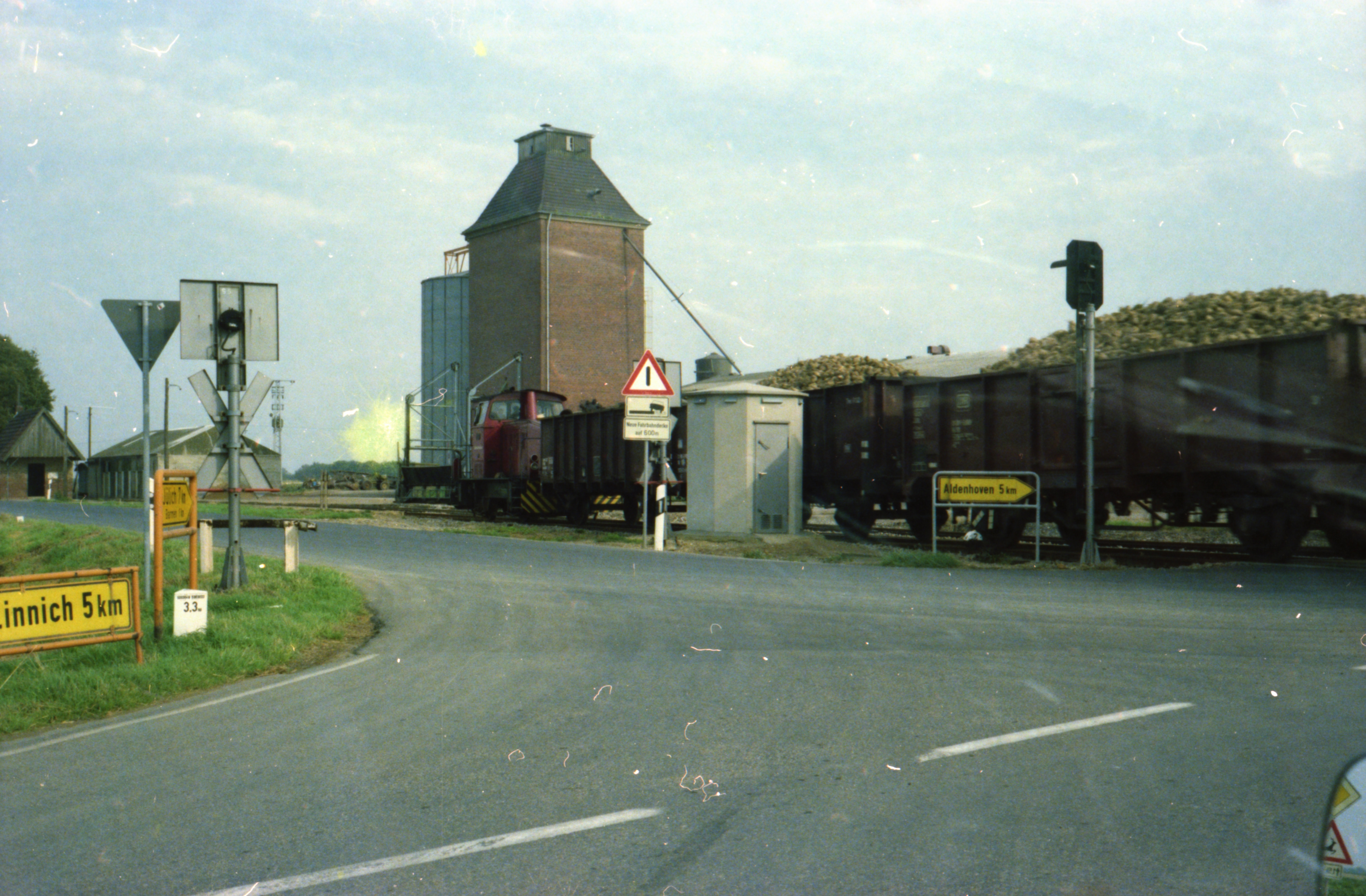
Lok V 35 der Jülicher Kreisbahn mit Zuckerrüben-Wagen im Bahnhof Merzenhausen (September 1978)

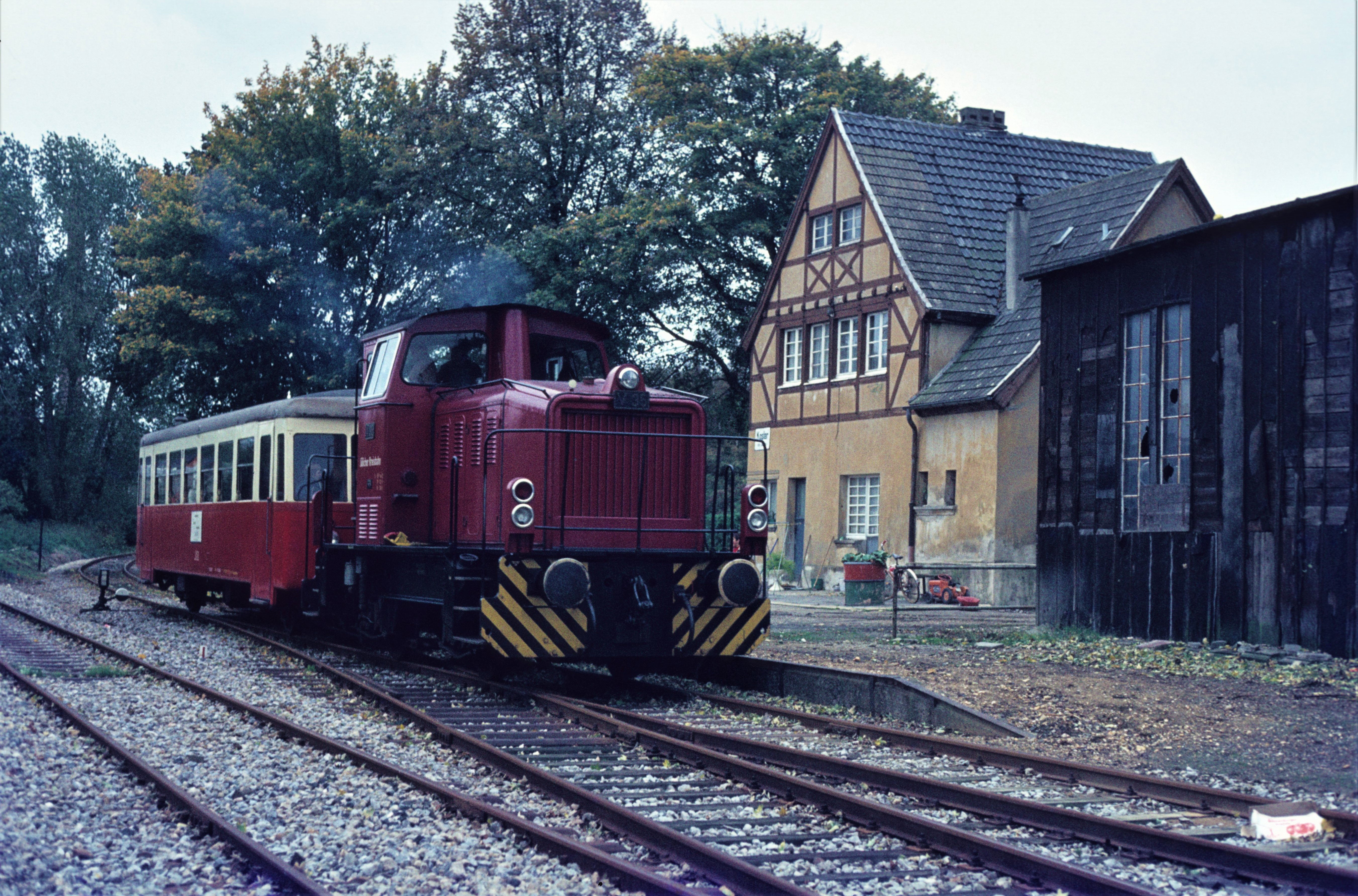
Sonderfahrt aus Jülich im Bahnhof Koslar mit Lok V 35 und dem inzwischen motorlosen Triebwagen (Oktober 1981), rechts der hölzerne Lokschuppen von 1946

Im Sommer 1951 wurde die zulässige Streckengeschwindigkeit von 30 km/h auf 40 km/h heraufgesetzt. Im Frühjahr 1952 beschaffte die JKB zur Rationalisierung des Personenverkehrs den Dieseltriebwagen T 1. Es handelte sich um einen zweiachsigen, dieselmechanischen Triebwagen des Typs „Taunus“ der Aachener Waggonfabrik Talbot, von dem allerdings nur eine Achse angetrieben war. Das damals moderne Fahrzeug, der erste dieser Bauart, wurde im Bahnhof Aachen Nord den Ehrengästen vorgestellt. Neben den politischen Vertretern von Stadt und Kreis Jülich waren auch Mitarbeiter der Firma Talbot, der VKA, der Bundesbahn, der RWTH Aachen und natürlich der JKB anwesend. Die Abnahme des Wagens durch den Bundesbahnbeauftragten erfolgte in der neu errichteten Wagenhalle des Bahnhofs Jülich-Nord. Neben der Abstellhalle entstand außerdem eine Werkstatt und ein kleines Wohnhaus für den Werkstattleiter.
Ab Mai 1952 wurde der Einsatz des neuen Triebwagens im Fahrplan ausgewiesen. Die Fahrgastzahlen im Personenverkehr der JKB entwickelten sich mit dem Triebwageneinsatz positiv und steigerten sich von 80.000 beförderten Personen im Jahr 1950 auf 97.000 im Jahr 1956. Dass die GKB den Personenverkehr ihrer Strecke Alsdorf – Puffendorf – Geilenkirchen im Mai 1953 komplett einstellte, wirkte sich auf die JKB nicht negativ aus, da die Fahrpläne beider Gesellschaften im Vergleich zu heutigen Regionalbahnstrecken äußerst dünn waren, so dass auch die Zahl der Umsteiger in Puffendorf sehr gering war. Beispielsweise verkehrten im Sommerfahrplan 1950 auf beiden Strecken jeweils fünf Züge pro Tag und Richtung (sonntags noch weniger), so dass man in Puffendorf teilweise mehrere Stunden auf einen Anschlusszug warten musste.
Auf den Bahnhöfen Ederen und Puffendorf wurden Verladerampen zur Beschleunigung des Zuckerrübentransports gebaut. Die Zuckerfabriken Jülich, Ameln und Elsdorf gaben hierfür einen finanziellen Zuschuss. Der Zuckerrübentransport war damals die Haupteinnahmequelle der JKB.
Das im Krieg zerstörte Bahnhofsgebäude in Jülich Nord wurde von Juli 1953 bis Anfang 1954 wieder aufgebaut. Gleichzeitig wurden Sondermittel in Höhe von 70.000 Euro in die Instandsetzung des Oberbaus investiert. Diese Instandsetzungsarbeiten wurde von der kreisbahneigenen Gleisbaurotte ausgeführt, wobei auch das übrige Personal mithalf. 1954 bekam die Jülicher Kreisbahn eine eigene örtliche Betriebsleitung in Jülich nachdem bis dahin eine gemeinsame Betriebsleitung von Geilenkirchener Kreisbahn und Jülicher Kreisbahn bestanden hatte. Die Betriebsführung wurde am 1. Oktober 1957 von der Vereinigten Kleinbahnen AG an die Deutsche Eisenbahngesellschaft (DEG) m.b.H. in Frankfurt übergeben.
Da durch den Einsatz von Vollerntemaschinen die Dauer der Rübenkampagne wesentlich verkürzt wurde, mussten die Transportaufgaben auf der Kreisbahn in deutlich kürzerer Zeit bewältigt werden. 1959 beschaffte die JKB daher eine neue Dampflok, welche als Nummer 152 in den Fuhrpark eingestellt wurde. Zur Erleichterung des Umladens der Zuckerrüben in die Güterwagen wurde 1960 ein Transportband zur Rübenverladung beschafft. 1961 konnte die aus der Anfangsausstattung der JKB stammende Dampflok II B ausgemustert werden.
Das 50-jährige Jubiläum der Kreisbahn am 1. Juli 1961 wurde von der örtlichen Presse mit einem Artikel „Der ‚Heggeströöfer‘ hat Goldjubiläum“ gewürdigt. Aus Anlass des Jubiläums verkehrte auch ein Sonderzug, für den der T 1 entsprechend geschmückt worden war. Der Kleinbahnexperte und Verleger Wolfgang Zeunert charakterisierte die JKB in einem Aufsatz von 1964 als „einen neuzeitlich geführten und sauber gepflegten Betrieb“.
Der Kreisausschuss genehmigte 1961 die Beschaffung eines weiteren Rübenverladegerätes. Dieses, eine Hebe-Kipp-Bühne, wurde im Bahnhof Puffendorf stationiert. Am 17. Dezember 1964 ersetzte ein neuer Betriebsführungsvertrag zwischen dem Kreis Jülich und der DEG den gleichlautenden Vertrag vom 9. Mai 1951. Nach ihrer letzten Fahrt am 29. Juli 1966 wurde die Dampflok I B ausgemustert und zunächst im Bahnhof Jülich abgestellt. Zur Ablösung des Dampfbetriebs beschaffte die JKB ebenfalls 1966 von der Firma MAK eine zweiachsige Diesellok mit der Nummer V34. Aufgrund mehrerer Getriebeschäden wurde sie aber nach kurzer Zeit wieder an die Lieferfirma zurückverkauft. Eine im Jahr 1968 beschaffte Maschine V35 des gleichen Typs bewährte sich hingegen gut und war auch nach Stilllegung der Kreisbahnstrecke im Einsatz.

### Einstellung des Personenverkehrs
Durch die in den 1960er-Jahren fortschreitende Motorisierung der Bevölkerung begannen die Fahrgastzahlen, die sich im Zeitraum von 1948 bis 1967 immer zwischen 75.000 und 100.000 Personen pro Jahr bewegt hatten, langsam zu sinken. 1968 lagen sie erstmals unter 70.000, im Folgejahr waren es nur noch 62.000 Personen. Aus wirtschaftlichen Gründen wurde daher der Personenverkehr auf der Schiene am 23. Mai 1971 eingestellt und von zwei Buslinien übernommen:
- 4578: Linnich – Ederen – Siersdorf Grube
- 4581: Jülich – Ederen – Puffendorf

Beide Linien wurden im Auftrag des Kreises Jülich – ab dem 1. Januar 1972 des Kreises Düren – zunächst von der Deutschen Bundespost betrieben. Mit der Ausweitung des Aachener Verkehrsverbundes (AVV) auf den Kreis Düren am 1. Januar 1979 erhielten sie die AVV-Liniennummern 78 beziehungsweise 81. Ab dem 1. August 1983 übernahm die Deutsche Bundesbahn, Geschäftsbereich Bus, im Bereich des AVV alle Buslinien der Deutschen Bundespost. Damit wurden auch die beiden Buslinien 4578 und 4581 vom Bahnbus bedient, dies weiterhin im Auftrag des Kreises Düren.

### Übernahme durch die Dürener Kreisbahn

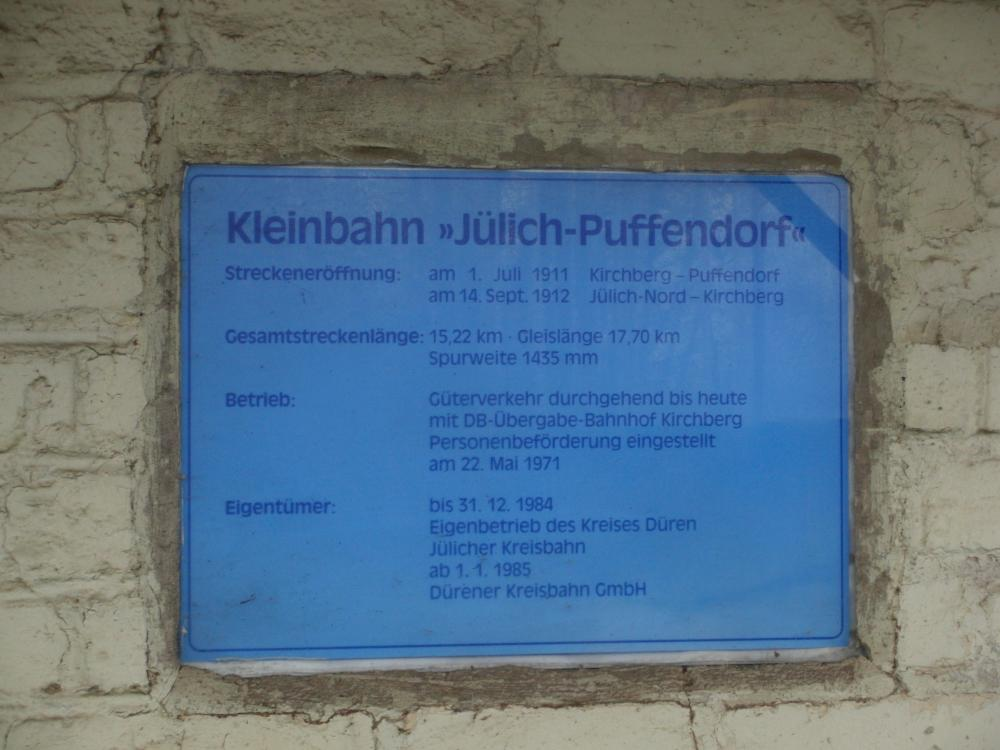
1985 von der DKB angebrachte Gedenktafel. Das Datum der Übernahme war allerdings der 1. Januar 1984, nicht wie dargestellt 1985

Nachdem am 1. Januar 1972 der Kreis Jülich in den Kreis Düren eingegliedert worden war, übernahm die Dürener Kreisbahn GmbH (DKB) ab 1. Januar 1984 auch die restlichen Aufgaben der Jülicher Kreisbahn. Dies geschah gemäß Beschluss des Kreisausschusses vom 20. Oktober 1982. Als Oberster Betriebsleiter wurde der damalige Direktor der DKB, Rolf Schorer bestellt. 1985 wurden die Bahnhofgebäude in Merzenhausen und Ederen sowie die Wartehalle in Kirchberg umfassend renoviert. An den Gebäuden wurden Tafeln mit einem kurzen Überblick über die Geschichte der Jülicher Kreisbahn angebracht.
Im Jahr 1986 wurden auf der JKB die folgenden Anschlüsse bedient:
- Firma Matzerath, Mineralölvertrieb, Jülich Nord
- Firma Appel & Frenzel, Konservenfabrik, Jülich Nord
- Rheinische Licht- und Kraftwerke, Jülich Nord
- Firma Schleipen & Erkens GmbH, Papierveredelung, Koslar
- Firma Wilhelm Weuthen KG, Düngemittel, Merzenhausen
- Firma Arnold Plum, Schrott- und Metallgroßhandel, Puffendorf

### Niedergang

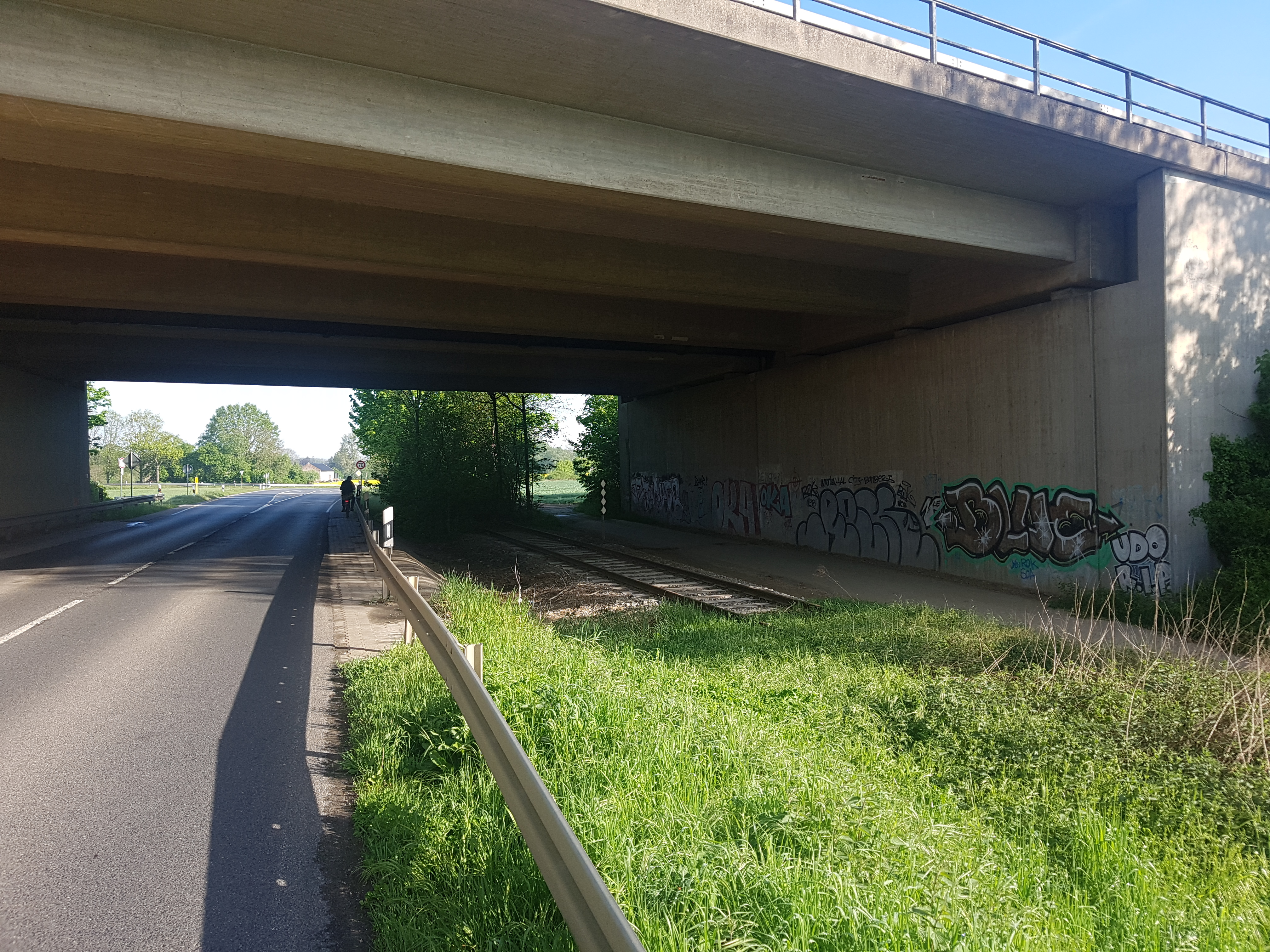
JKB-Gleis bei Koslar unter der Brücke der A 44 (Mai 2021), außerhalb der Brücke ist es stark überwuchert

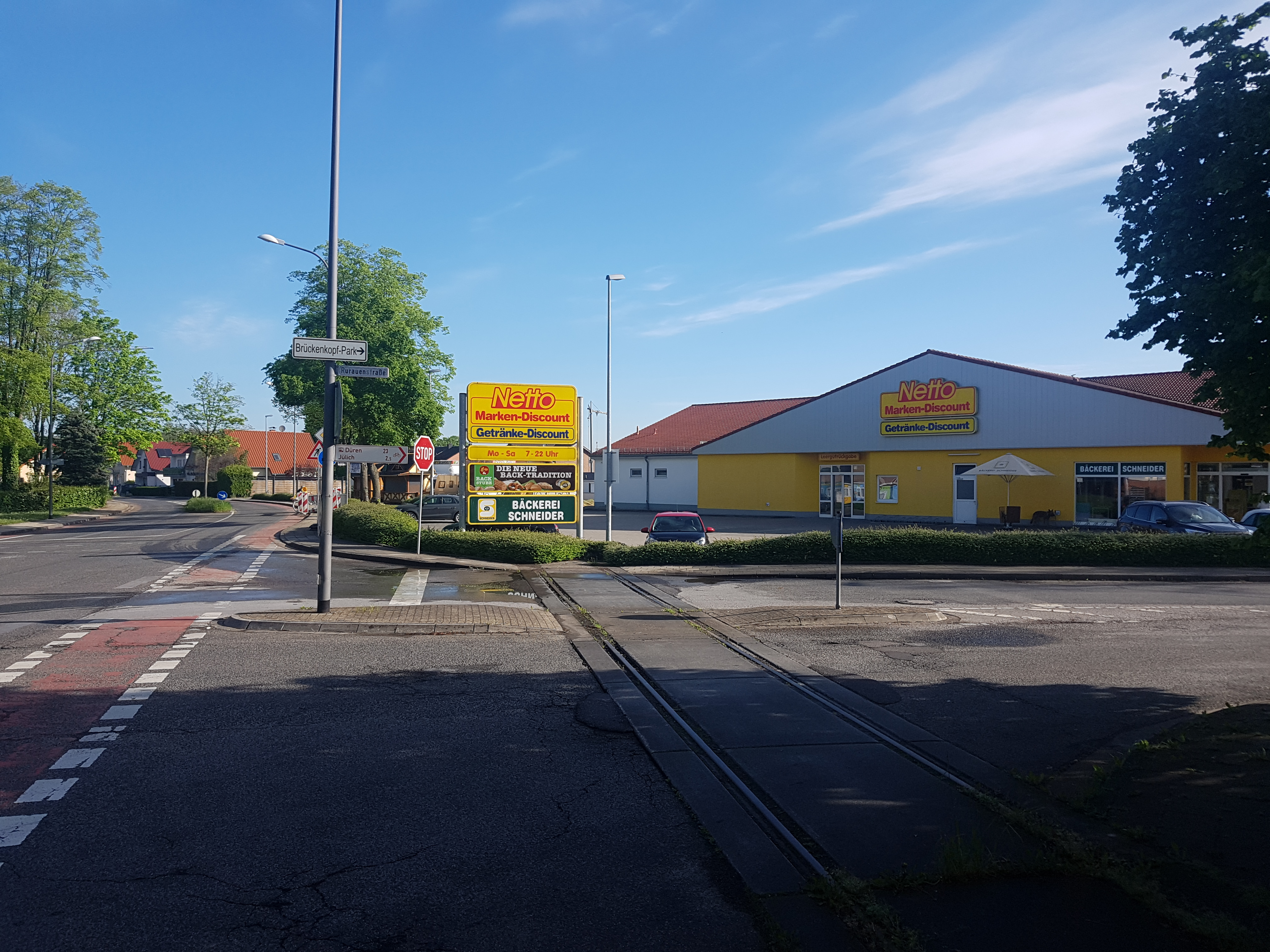
In Koslar wird ein Teil der JKB-Trasse als Parkplatz des Netto-Marktes genutzt (2021), direkt hinter dem Gebäude verlief (parallel zu diesem) das Gleis zur Papierfabrik

Ein schwerer Schlag für den Güterverkehr erfolgte 1980, als die Zuckerfabrik Jülich die Annahme von Rüben mit der Bahn einstellte. Der restliche Güterverkehr nahm im Laufe der Jahre nach und nach ab und beschränkte sich zum Schluss bis zur vollständigen Einstellung auf den Abschnitt Jülich Nord – Kirchberg (b Jülich) Nord. Zuvor gab es noch unregelmäßig stattfindende Transporte für den Schrotthändler Plum in Puffendorf. Der letzte Güterverkehr war 1999, seitdem wurde die Strecke nicht mehr befahren und gepflegt.
- 2000 wurden die Tarifpunkte Merzenhausen, Ederen und Puffendorf aufgegeben und für eine Durchfahrt gesperrt.
- 2000 wurde die Durchfahrt über die Rurbrücke vor Kirchberg (b Jülich) durch die DKB gesperrt.
- 2001 wurden die Signalanlagen auf der Strecke abgeschaltet.
- 2002 wurde vor dem Haltepunkt Barmen (b Jülich) ein Absperrgitter errichtet.
- Sommer 2003 wurden im Bahnhof Puffendorf die Gleise entfernt und das Areal von einer Alsdorfer Schrotthandelsfirma abgesperrt.
- 2004 wurden die Gleise im Bahnhof Jülich Nord entfernt, der dortige Lokschuppen und das ehemalige Empfangsgebäude abgerissen. An der Stelle des Lokschuppens wurde später ein Parkplatz für das benachbarte Altenheim errichtet. Das restliche Bahnhofsareal ist eine Schotterwüste. Am 12. Oktober 2015 wurde im ehemaligen Bahnhofsbereich eine Fliegerbombe aus dem Zweiten Weltkrieg geborgen,[31] 2016 wurde an der Schmalseite des Bahnhofsgeländes zur Adolf-Fischer-Straße hin (also da, wo sich einst die Prellböcke befanden) eine Häuserzeile errichtet.

Von einer offiziellen Stilllegung wurde jedoch zunächst abgesehen, da eine Anbindung an das Netz der Euregiobahn über Siersdorf geplant war. Die Brücke vor dem Haltepunkt Barmen sollte unter Denkmalschutz gestellt werden. In Koslar ist geplant, das Grundstück des verfallenen Bahnhofs Koslar zu überbauen. Mitte 2007 wurde die Strecke von der DKB zur Stilllegung ausgeschrieben. Die DKB begründete den Verkauf der Strecke unter anderem mit der Humusdurchsetzung des Schotterbetts und mit Instandhaltungskosten von etwa 17 Mio. € ohne eigene Einnahmen.
- 2007 wurden die Signalanlagen an der Strecke und an den Bahnübergängen entfernt.
- 2010 wurde das Gelände des Bahnhofs Puffendorf zu einer Grünanlage umgewandelt.
- 2016 wurde der Bahnübergang Ederen/Merzenhausen an der K6 demontiert.[34]
- 2017 wurde die Bahnbrücke in Barmen wegen Bauwerksmängeln abgerissen.

### Perspektiven
Ein vollständiger Abriss der Strecke ist bis heute (Stand 2019) nicht vollzogen, auch wenn die Gleise in den beiden Endpunkten der Strecke (Bahnhof Puffendorf, Bahnhof Jülich Nord) längst entfernt sind sowie die Trasse in der Ortsmitte von Koslar verpachtet und zu Gärten bzw. einem Supermarkt-Parkplatz umgenutzt wurde. 2018 wurde mindestens einer der Pachtverträge in Koslar seitens des Eigentümers gekündigt. Anfang 2019 gelangten Planungen für eine sogenannte „Brain-Train“-Strecke an die Öffentlichkeit. Diese soll eine Direktverbindung zwischen den Bildungs- und Forschungsstandorten Jülich und Aachen schaffen, und zwar mit modernen Leichtbaufahrzeugen unter weitgehender Nutzung der alten JKB-Trasse und der geplanten Euregiobahn-Strecke Siersdorf – Alsdorf. Die Route soll über Barmen (Haus Overbach) führen und auch den entstehenden Campus Aldenhoven (Automotive Testing Center/Testbereich für autonomes Fahren) anbinden. Finanziert werden soll sie unter anderem durch Gelder des Bundes für den Strukturwandel im Rheinischen Braunkohlerevier.

## Streckenbeschreibung
Diese Strecke hatte nur lokale Bedeutung für Jülich, insbesondere nach 1963, als der die anschließende Geilenkirchener Kreisbahn komplett stillgelegt war und der JKB-Endpunkt Puffendorf eine Sackgasse für den Schienenverkehr bildete. Architektonisch ist die im Oktober 2017 abgerissene Barmener Brücke erwähnenswert. Empfangsgebäude gibt es in den ehemaligen Unterwegshalten Kirchberg Nord und Merzenhausen; die Empfangsgebäude in Jülich Nord, Koslar, Ederen und Puffendorf sind nicht mehr vorhanden.

### Bahnhof Jülich Nord

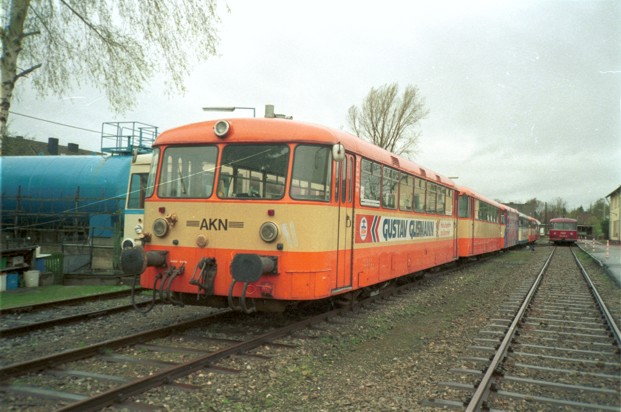
Fahrzeuge im Bahnhof Jülich Nord: Talbot-Triebwagen der ehemaligen Jülicher Kreisbahn, Schienenbusse (ex AKN) und Schienenbus des EAKJ

Der Bahnhof Jülich Nord war der Heimatbahnhof der Jülicher Kreisbahn. Er war als Sackbahnhof angelegt, die Gleise endeten an der Adolf-Fischer-Straße. Fahrgäste, die die Anschlüsse an die Personenzüge der Bundesbahn erreichen wollten, mussten mangels direktem Gleisanschluss die 50 m zum Bahnhof Jülich laufen. Im Kleinbahnhof gab es vier Gleise. Das Erste endete an der Stirnseite des noch lange Zeit nach der Einstellung des Personenverkehrs 1971 als Jugendzentrum genutzten Empfangsgebäudes. Die anderen drei Gleise endeten vor der Längsseite des Bahnhofsgebäudes an Prellböcken. Durch Weichen war das Umsetzen von Triebfahrzeugen möglich. Weiterhin verfügte der Bahnhof über ein Ladegleis, über das kurz nach dem Zweiten Weltkrieg ein Tanklager der Aral beliefert wurde. Ergänzt wurde der Kleinbahnhof durch einen zweiständigen Lokomotivschuppen mit angeschlossener Werkstatt, in dem Reparaturarbeiten an den Fahrzeugen durchgeführt wurden. Das Bahnhofsgelände wurde 2004 verkauft. Die Gleisanlagen wurden entfernt, das Empfangsgebäude abgerissen.
Die Firma Appel&Frenzel hatte an der Strecke beim Streckenkilometer 0,54 seit 1967 ein Anschlussgleis, welches 1977 durch ein neues Ladegleis mit Ladestraße ersetzt wurde. Der Güterverkehr wurde jedoch 1999 aufgegeben.

### Abzweig Rübenstraße

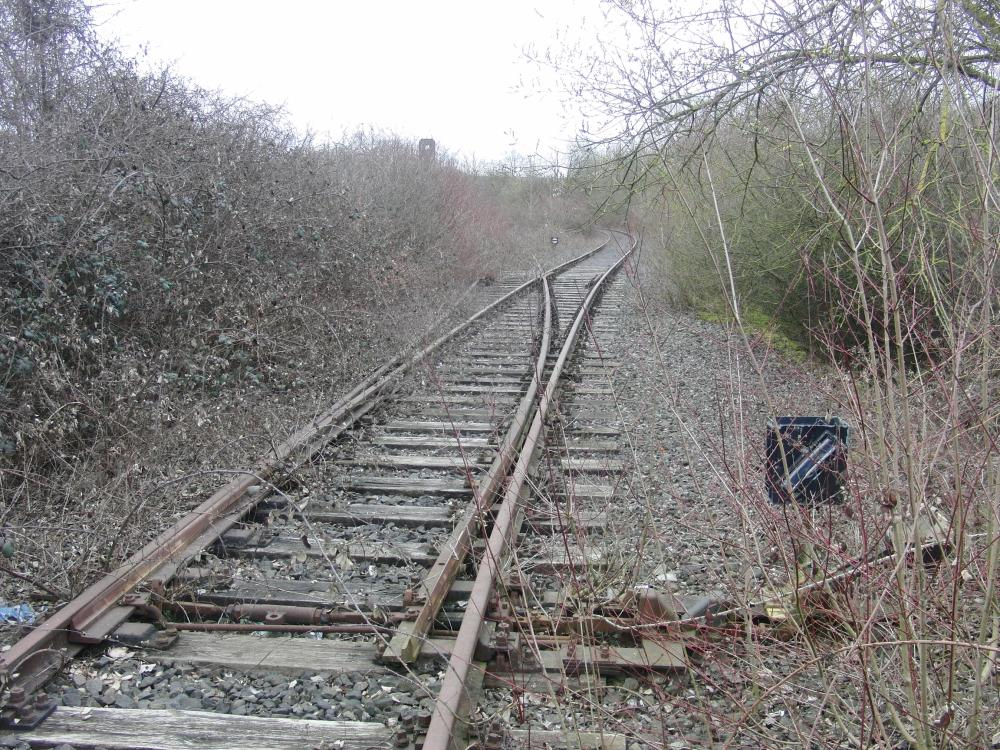
Abzweig Rübenstraße im Jahr 2018, Blickrichtung Jülich Nord (links) bzw. Jülich (rechts)

Am Abzweig Rübenstraße bei km 1,364 mündet seit 1992 die vom Bahnhof Jülich kommende Bahnstrecke Aachen Nord–Jülich in die JKB. Damit konnte der Übergabebahnhof der DB in Kirchberg aufgegeben werden. Später wurde der Abzweig in eine Ausweichanschlussstelle umgewandelt und das ehemalige Hauptgleis in Richtung Jülich Nord mit einer Gleissperre versehen. Damit konnten die Übergabezüge von Jülich (DB) in Richtung Kirchberg und zurück durchfahren, ohne die Weiche am Abzweig umstellen zu müssen.

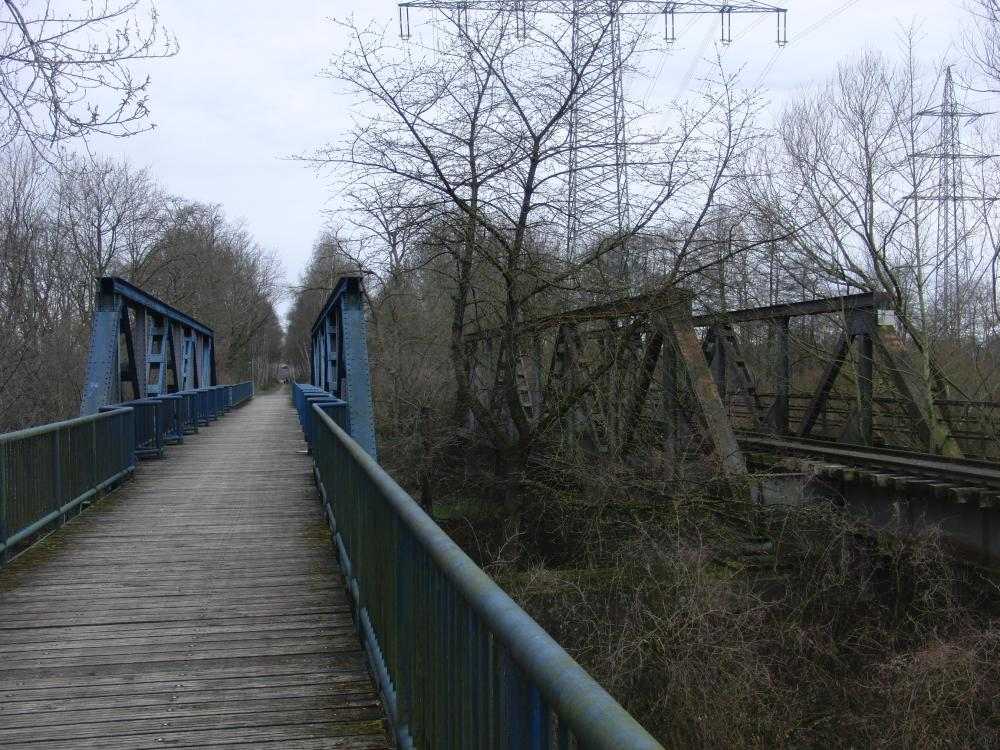
Rurbrücken der DB (links) und der JKB (rechts) im Jahr 2018

Kurz nach dem Abzweig Rübenstraße war zuletzt das offizielle Streckenende bei km 1,6, in Höhe der Umspannanlage der RWE. Das Streckengleis endet an einem Prellbock direkt vor dem Bahnübergang über die Gereonstraße. Ab Kilometer 1,6 ist die Strecke nach § 11 AEG offiziell stillgelegt.
Im Entwurf für die Schienennetz-Benutzungsbedingungen (SNB) der Rurtalbahn ist die Kreisbahnstrecke bis zum Kilometer 1,6 noch enthalten. Allerdings ist das Gleis kurz nach dem Bahnhof Jülich zugewachsen und nicht ohne weiteres befahrbar.
Ursprünglich verliefen die Strecken von Kreisbahn und Bundesbahn an diesen Streckenkilometer parallel und überquerten 600 m weiter über zwei Dreigurtbrücken die Rur. Die nördliche Brücke war für die Jülicher Kreisbahn, die südliche für die Bundesbahn bestimmt. Errichtet wurden die Brücken als Ersatz für die im Krieg zerstörten im Jahr 1950. 1992 wurde die Bundesbahnstrecke auf die JKB-Strecke verschwenkt.
Im Sommer 2000 wurde die frühere Bundesbahnbrücke überholt und in eine Fußgänger-/Radwegbrücke umgebaut, um das Radwegenetz entlang der Rur zu erweitern. Die andere Brücke für die JKB ist baufällig und gesperrt.

### Bahnhof Kirchberg (b Jülich)

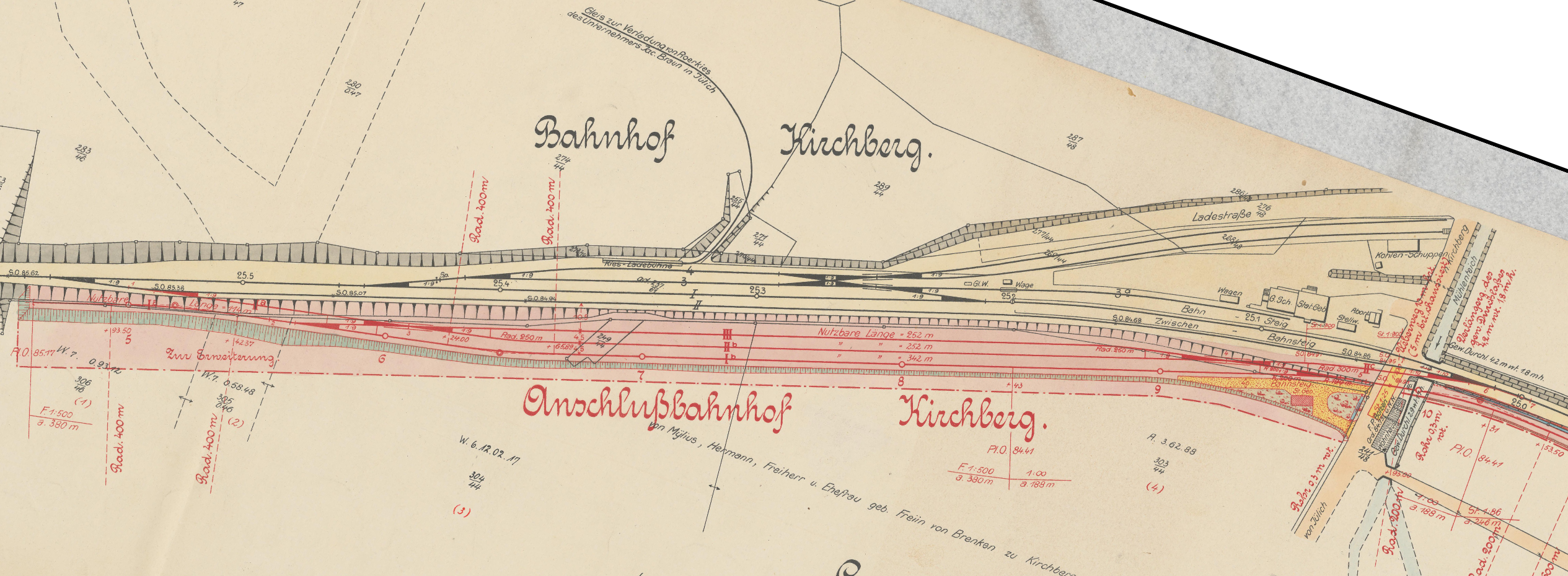
Plan des Bahnhofs Kirchberg 1910

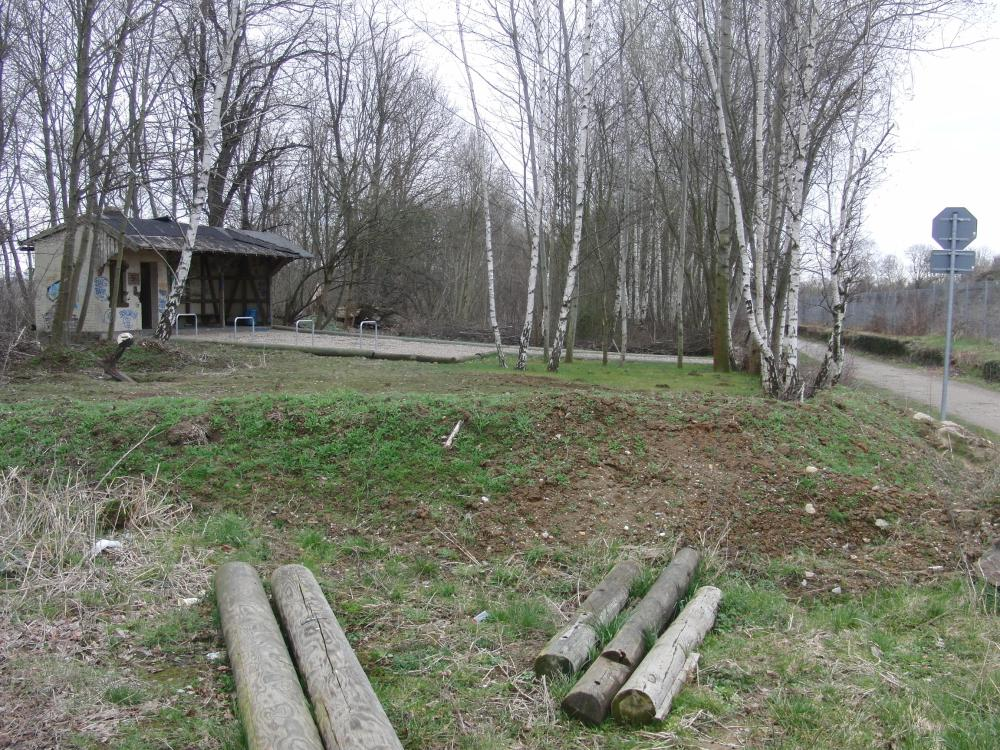
Ehemaliges Bahnhofsgelände Kirchberg im Jahr 2018

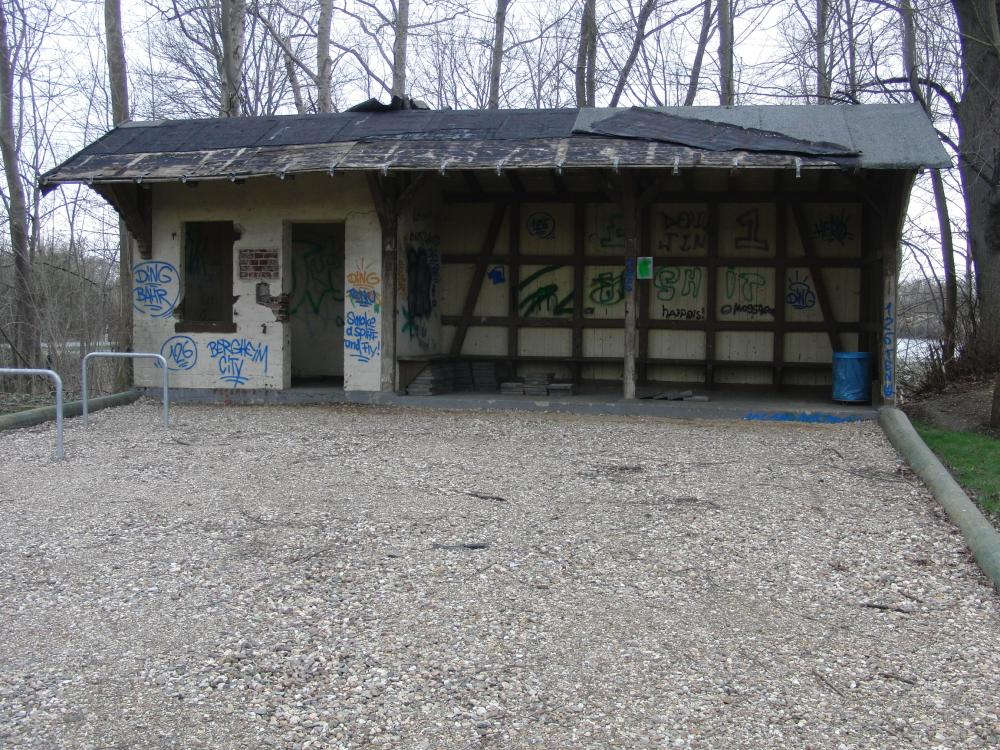
Wartehalle Kirchberg 2018

Kurz hinter der Rurbrücke begannen die Bahnhofsanlagen des Bahnhofs Kirchberg am Streckenkilometer 2,2. Genaugenommen handelte es sich bis 1992 um zwei Bahnhöfe mit umfangreichen Gleisanlagen und zwei Empfangsgebäuden. Der Bahnhof Kirchberg Nord der Jülicher Kreisbahn (Richtung Ortsausgang) und der Bahnhof Kirchberg der Bundesbahn (Richtung Ortsmitte). Die eben erwähnten Gleisanlagen gingen ineinander über, weil Kirchberg ursprünglich zwei Strecken miteinander verband: Die Bahnstrecke Aachen Nord–Jülich (einst von der Aachener Industriebahn Actiengesellschaft, später: Aachen-Jülicher Eisenbahn, in Betrieb genommen) und die 1911 eröffnete Jülicher Kreisbahn, die zuerst nur von Puffendorf bis nach Kirchberg verlief. Vom Bahnhof Kirchberg Nord bestand ein Anschluss zum benachbarten Bahnhof Kirchberg der Staatsbahnlinie Aachen Nord – Kirchberg – Jülich; am 14. September 1912 folgte das Reststück Jülich Nord – Kirchberg Nord, das teilweise parallel zur Staatsbahn verlief.
Der Bahnhof hatte für die JKB eine besondere Bedeutung, weil er bis 1992 als Übergabebahnhof zur Bundesbahn diente. Aus diesem Grund befanden sich hier großzügigere Gleisanlagen als an den anderen Bahnhöfen der Strecke. Die JKB hatte in ihrem Bahnhof drei Gleise mit einer Nutzlänge von mindestens 230 m, davon war eines mit einer Gleiswaage versehen.
Die DB besaß ein Umfahrgleis, das direkt an das erste Bahnsteiggleis des DB-Bahnhofes angeschlossen war und mehrere Ladegleise, zwei Bahnsteige und ein großes Empfangsgebäude auf Seite der Aachen-Jülicher Bahngesellschaft, das Anfang 2000 aufgrund seines starken Verfalls abgerissen werden musste. Heute gehört das Areal zu einer Firma und ist eingezäunt, die Gleisstrecke der DB wurde in eine Fahrradtrasse umgewandelt. Auf dem Gelände des ehemaligen Bahnhofs Kirchberg stand bis 2009 noch ein stark verfallener Wagen unbekannter Herkunft.
Nach dem Rückzug der Bundesbahn aus Kirchberg sind lediglich drei Gleise (inklusive des Streckengleises) der Jülicher Kreisbahn übriggeblieben. Diese sind inzwischen stark überwuchert. Auch die Gleiswaage des JKB-Bereiches wurde bislang nicht entfernt. Im Bereich des DB-Bahnhofes erinnert lediglich eine Bahnsteigkante daran, dass sich hier früher ein Bahnhof befand.
Die Wartehalle der JKB (Königshütte) ist noch erhalten, allerdings nach der letzten Renovierung 1985 in einem maroden Zustand. Der Verein Dorfgemeinschaft Zukunft Kirchberg e. V. hat sich zur Aufgabe gemacht, das Gebäude wieder herzurichten. Es soll Startpunkt eines historischen Rundweges durch Kirchberg werden. Hierzu hat der Verein das Gebäude von der Kreisbahn für einen symbolischen Preis gemietet. Der Bereich um die Wartehalle wurde bereits freigeschnitten, und vor dem Gebäude wurde ein Fahrradabstellplatz eingerichtet. Spenden aus dem Adventsmarkt 2016 des Vereins sind bereits in die Renovierung der Wartehalle geflossen.

### Anschlussstelle Eichhorn

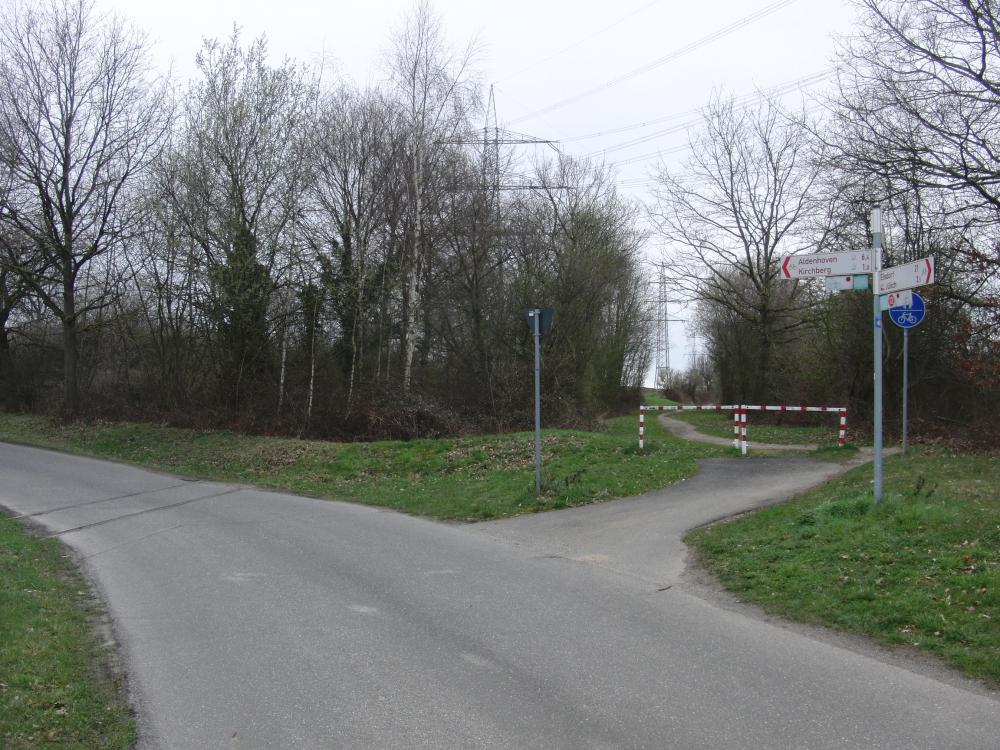
Ehemalige Anschlussstelle Eichhorn im Jahr 2018

Wenige Meter hinter dem Bahnhof Kirchberg befindet sich die Wellpappenfabrik Eichhorn. Früher besaß die Firma Eichhorn einen Anschluss über das DB-Gleis. Der Anschluss erfolgte über ein Lade-/Anschlussgleis. Ein Gleis versorgte einen Güterschuppen, dessen Ladetor dem DB-Gleis zugewandt waren. Der Güterschuppen ist heute noch erhalten. Die Firma verfügte über zwei weitere Gleise, bei denen eine Umfahrmöglichkeit durch zwei Weichen gegeben war.
Mit dem Rückzug der DB wurde das Anschlussgleis der Fa. Eichhorn direkt an das Streckengleis der JKB am Streckenkilometer 2,6 angeschlossen. Seit Jahren wird die Firma Eichhorn nicht mehr über die Schiene bedient, der Warentransport erfolgt seitdem per LKW.

### Bahnhof Koslar

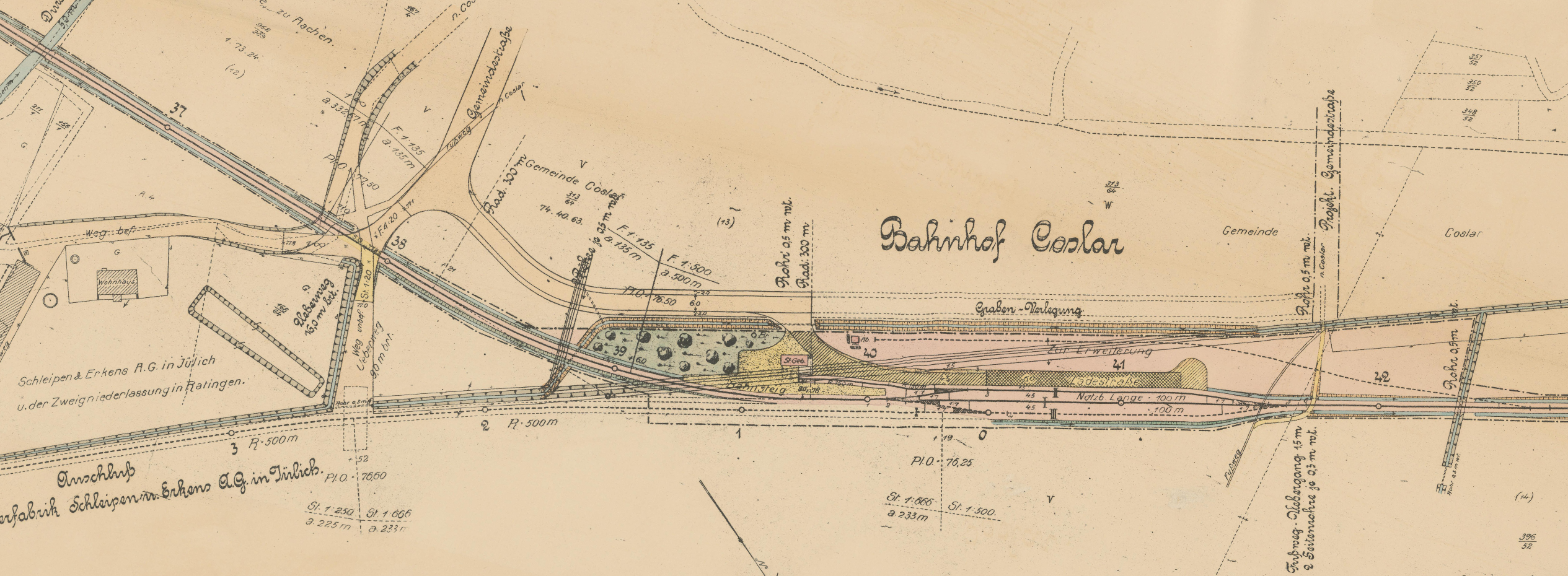
Plan des Bahnhofs Koslar 1911

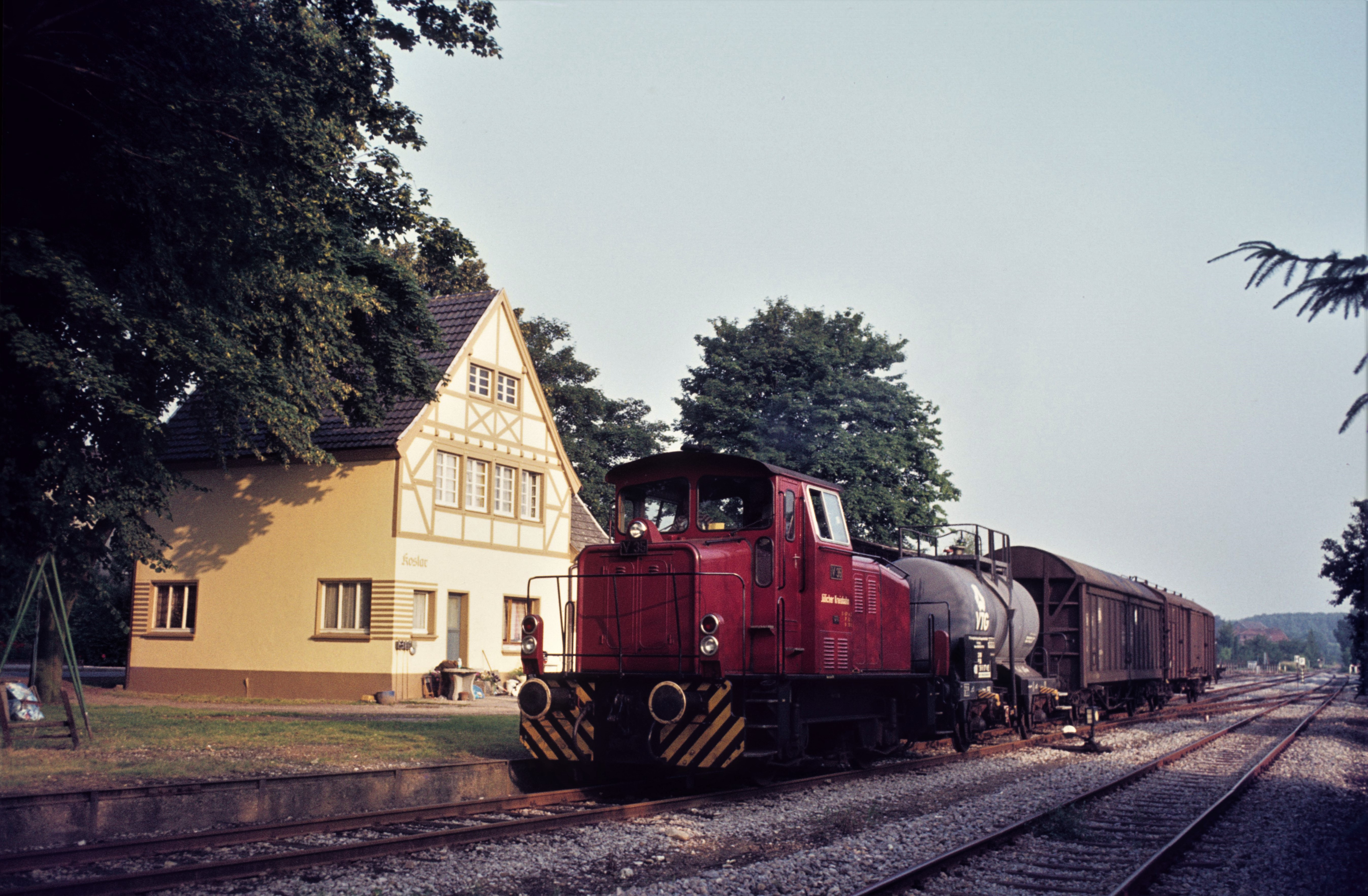
Güterzug nach Jülich im Bahnhof Koslar (1983), rechts das Anschlussgleis zur Papierfabrik

Der Bahnhof Koslar der JKB lag im heutigen Ortskern an der Kreisbahnstraße am Kilometerpunkt 5,2. Der zweigleisige Bahnhof hatte ein kleines Empfangsgebäude. Im Bahnhof befand sich zeitweise ein Umfahrgleis und ein Gleis, das kurz nach dem Zweiten Weltkrieg einen Holzschuppen anschloss, der als provisorischer Lokschuppen und Werkstatt als Ersatz für die im Krieg zerstörten Jülicher Anlagen diente. Auf dem Gelände des Lokschuppens befindet sich heute ein Parkplatz. Das Grundstück des zuletzt verfallenen Empfangsgebäudes ist mittlerweile neu bebaut.

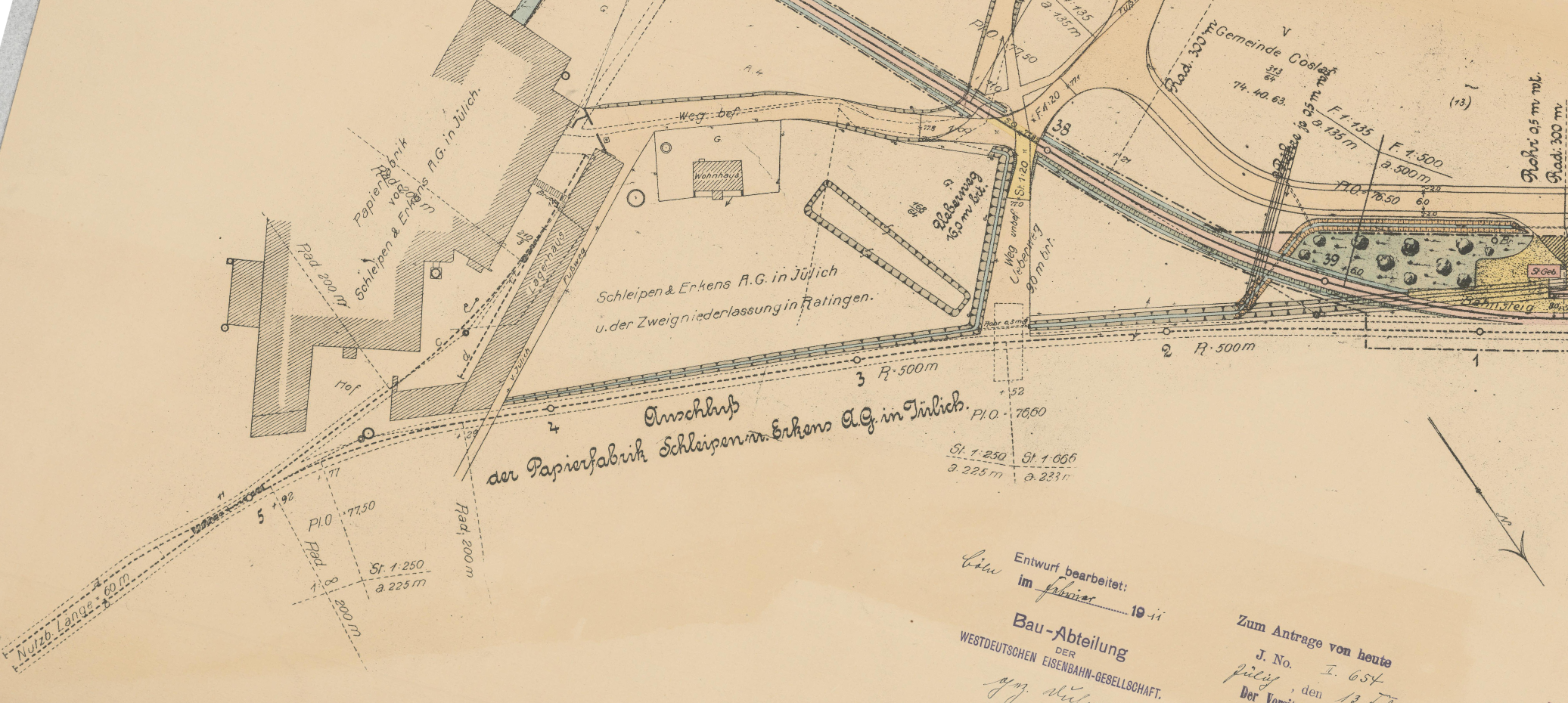
Plan des Gleisnetzes auf dem Firmengelände von Schleipen & Erkens in Koslar 1911

Vom bereits erwähnten Umfahrgleis zweigte ein Anschlussgleis zur Papierfabrik Schleipen & Erkens ab. Zeitweise sorgte der Anschluss für ein erhebliches Güteraufkommen. Das Anschlussgleis vom Bahnhof zur Papierfabrik war, wie auch das Gleisnetz auf dem Firmengelände, als Privatbahn konzessioniert. Auf dem Gelände der Fabrik gab es umfangreiche Gleisanlagen, wobei für den internen Verkehr zeitweise ein Rangiertraktor und ab 1968 eine Diesellok (Schöma, 68 PS) eingesetzt wurde. Am Ortsausgang von Koslar bestand bis zum Beginn der 1960er Jahre ein kurzes Anschlussgleis für die Koslarer Mühle.

### Haltepunkt Barmen (b Jülich)
Kurz nach dem 1952 am Kilometerpunkt 7,4 eingerichteten Haltepunkt Barmen (b Jülich) überquerte die Strecke die Kirchgracht auf einer massiven Brücke in Bogenform. Diese Brücke war neben den Rurbrücken das architektonisch interessanteste Kunstbauwerk der gesamten Strecke und sollte unter Denkmalschutz gestellt werden. Im September 2017 wurde bekannt, dass die Beteiligungsgesellschaft des Kreises Düren (BTG) als Eigentümerin die Brücke wegen Baufälligkeit abreißen wolle. Die erforderlichen Sicherungsmaßnahmen wären laut BTG mit hohem Aufwand verbunden gewesen und hätten den langfristigen Erhalt der Brücke auch nicht gewährleistet. Der Abriss der Brücke erfolgte schließlich Ende Oktober 2017.

### Bahnhof Merzenhausen

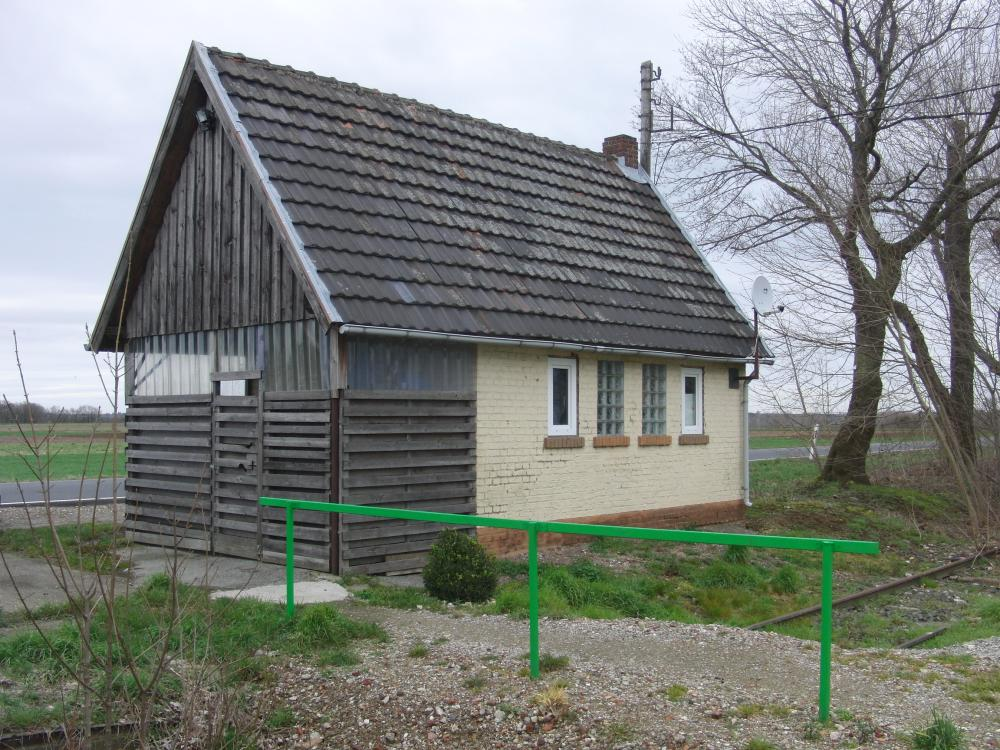
Bahnhofsgebäude Merzenhausen im Jahr 2018

Der Bahnhof Merzenhausen liegt etwa 500 m nördlich des Ortes im freien Feld am Streckenkilometer 8,1. Seine Bedeutung im Personenverkehr war zweitrangig, hier fand hauptsächlich der Umschlag von landwirtschaftlichen Produkten für den benachbarten Landhandel Weuthen statt. Im Bahnhof steht ein kleines Dienst- und Unterstellhäuschen mit einer Merktafel über die Geschichte der Jülicher Kreisbahn. Im Bahnhofsgelände befindet sich ein Umfahrgleis mit angeschlossenem Stumpfgleis, das mit einem Prellbock direkt an der Straße endet.
Auf dem Gelände befand sich seit den 1960er Jahren eine fahrbare Rübenverladeanlage, die während der Rübensaison stark frequentiert war, jedoch in den 1980er Jahren stetig an Bedeutung verlor und seit 1999 nicht mehr über die Schiene bedient wird. Der Warentransport erfolgt heute durch LKW.
Das von der DKB 1985 renovierte Stationsgebäude wird inzwischen privat genutzt.

### Bahnhof Ederen

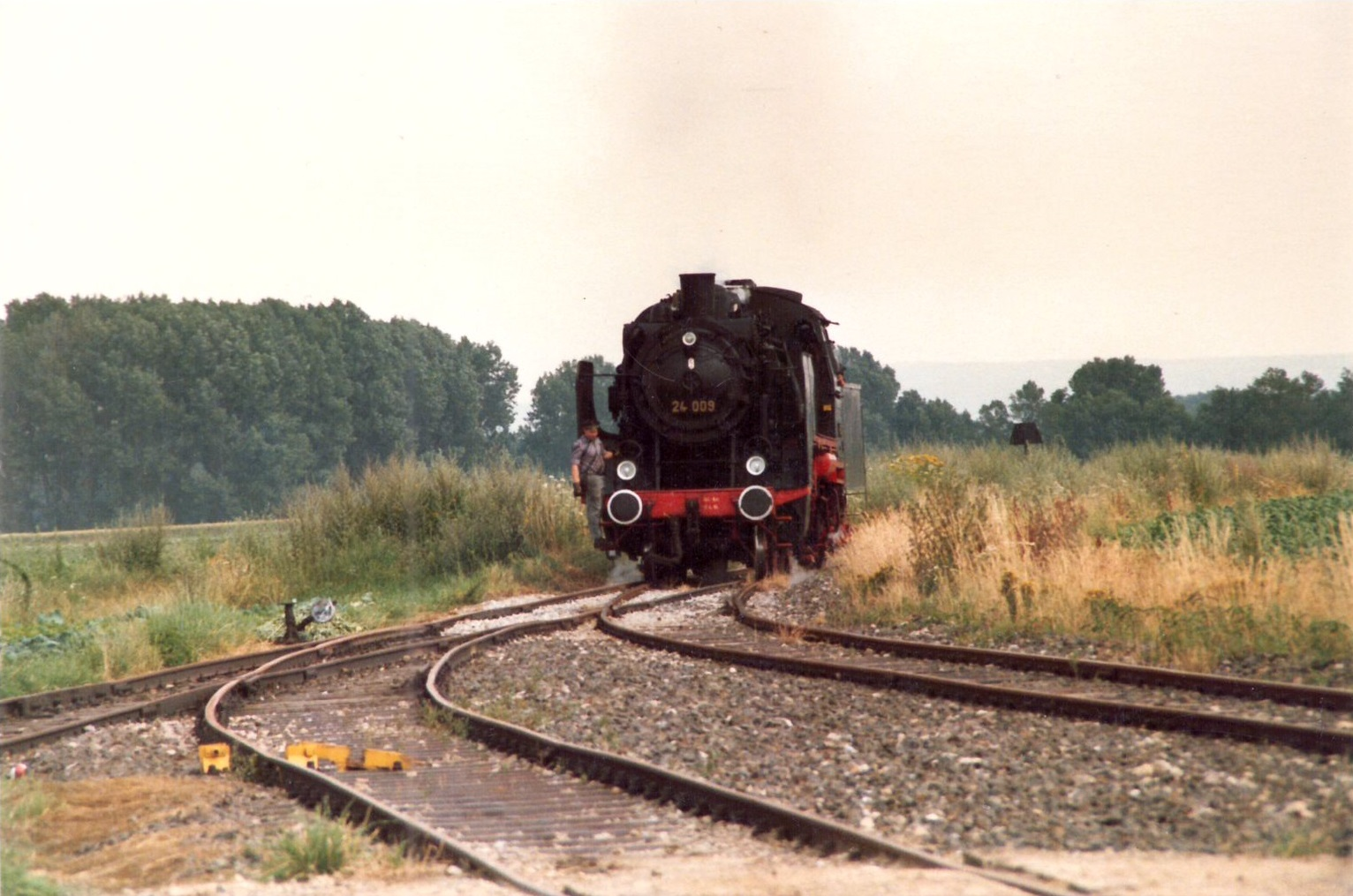
Bahnhof Ederen 1986, Blick Richtung Jülich: Dampflok 24 009 beim Umsetzen um einen Sonderzug, rechts neben der Lok die Trapeztafel

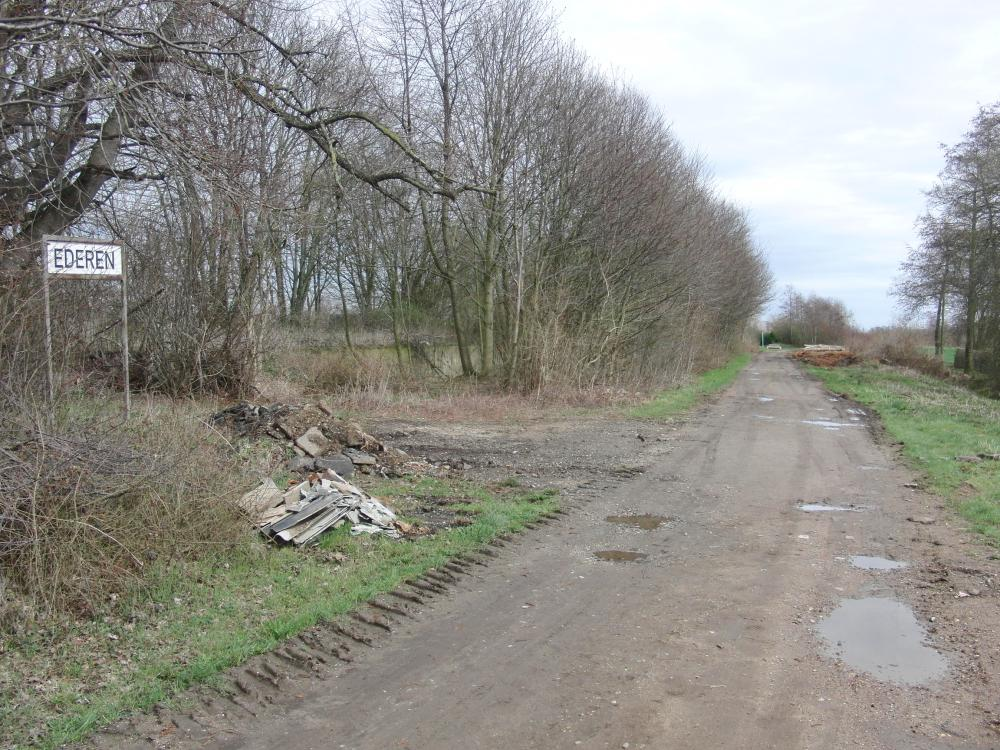
Ehemaliges Bahnhofsgelände Ederen im Jahr 2018

Der Bahnhof liegt am südlichen Ortsrand von Ederen an der Kreisstraße nach Freialdenhoven am Kilometerpunkt 11,5. Die Station umfasste ein kleines Dienst- und Unterstellgebäude, das im Jahre 1953 erbaut wurde.
Die Gleisanlagen bestanden aus dem Streckengleis, einem Umfahrgleis und einem Stumpfgleis. An diesem Stumpfgleis befand sich eine lange betonierte Hochrampe. Seit den 1960er Jahren befand sich am Ende der Hochrampe eine fahrbare Hub-Kippbühne für die schnellere Verladung von Zuckerrüben. Neben dem Rübentransport sorgten zwei Sägewerke für gelegentliche Transporte.
Das Stationsgebäude wurde zuletzt 1985 von der DKB umfassend renoviert. Nach der Stilllegung der Strecke verfiel es immer mehr und wurde im April 2017 wegen Baufälligkeit abgerissen.

### Bahnhof Puffendorf

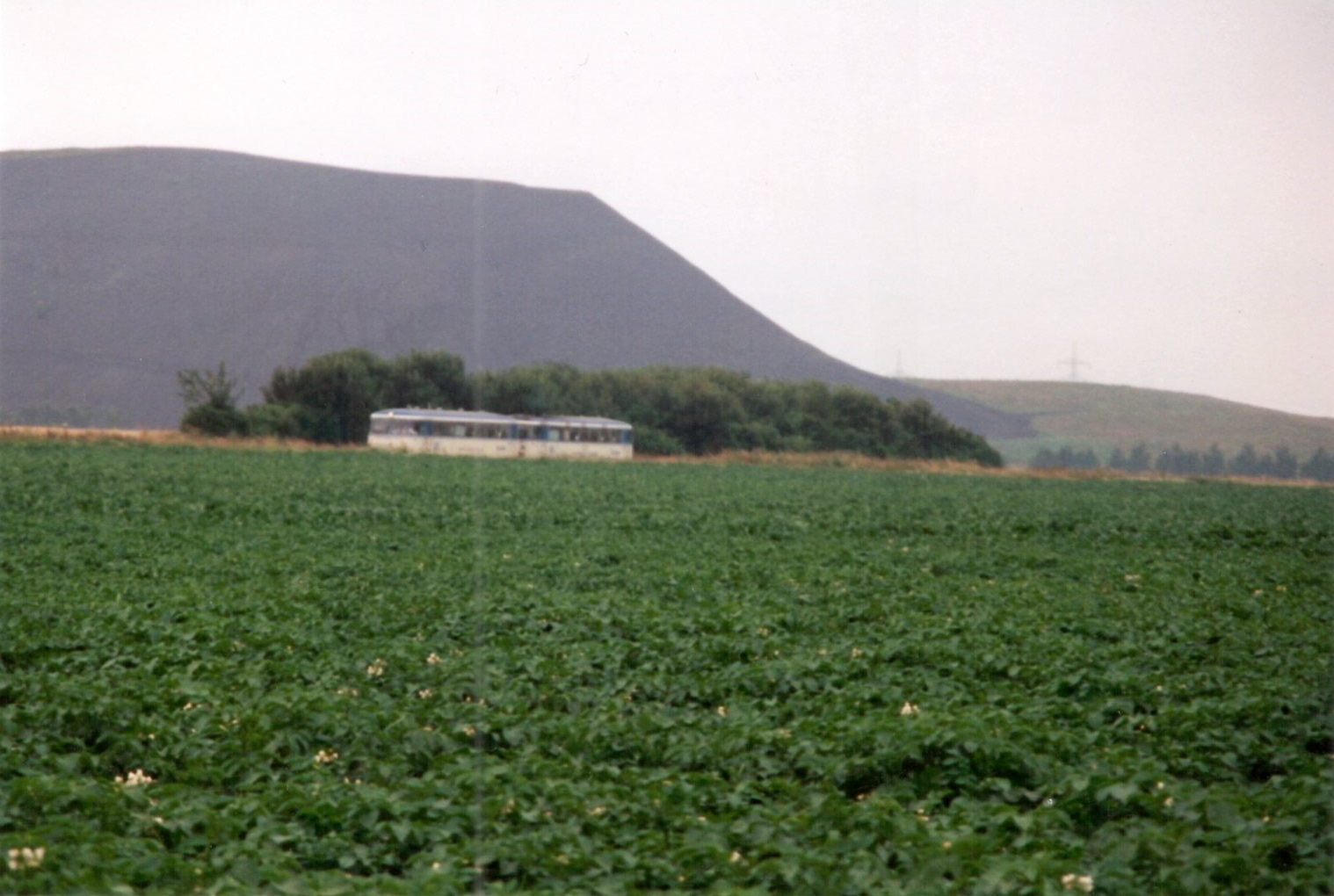
Sonderfahrt zwischen Puffendorf und Ederen vor der Halde der Grube Emil Mayrisch bei Siersdorf, 1997

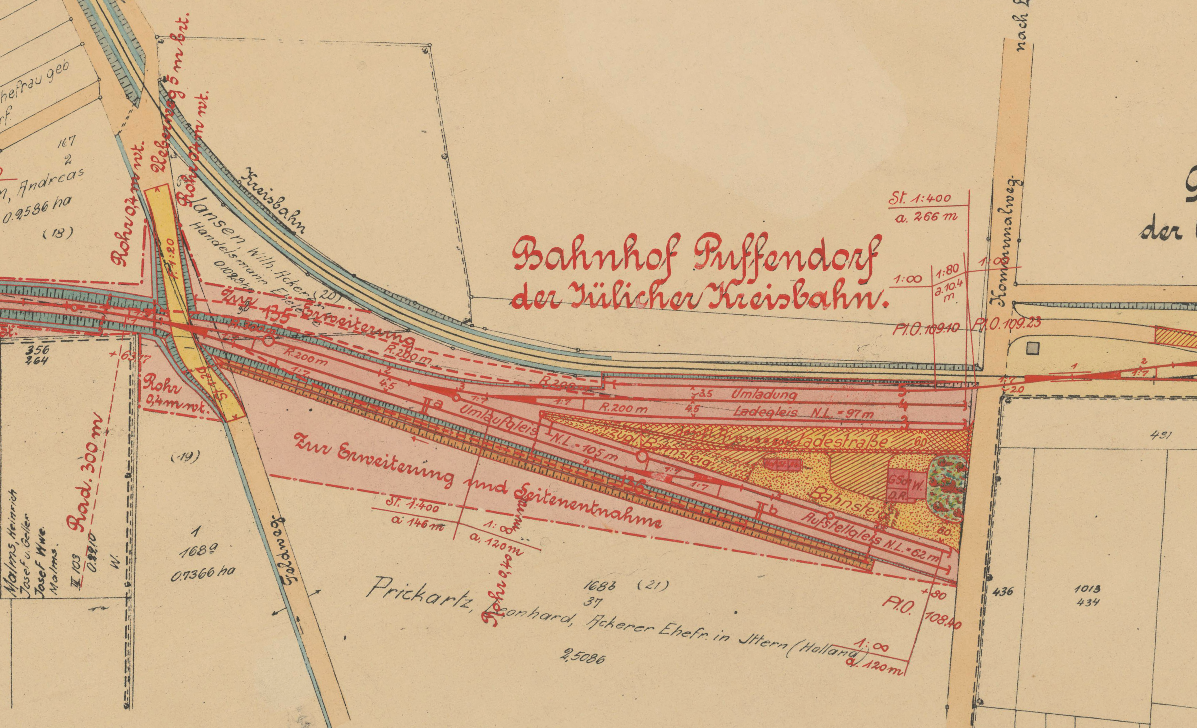
Plan des Bahnhofs Puffendorf 1910

Der Bahnhof Puffendorf am Streckenkilometer 15,3 war der Endpunkt der Jülicher Kreisbahn. Gleichzeitig war hier der höchste Punkt der Strecke erreicht. In Puffendorf befand sich ein großes Bahnhofsgebäude, das durch Kriegseinwirkung im Jahre 1944 vollständig zerstört wurde. Es wurde nicht wieder aufgebaut, sondern durch ein kleines Wartehäuschen ersetzt. Zum Höhepunkt des Betriebes gab es im Bahnhof Puffendorf fünf Stumpfgleise, von denen zwei gegenseitig umfahren werden konnten. Das westliche Stumpfgleis diente als Ladegleis für den damals noch wesentlich kleineren Schrottplatz und zeitweise auch als Ladegleis für eine fahrbare Hub-Kippbühne zur Rübenverladung, das östliche Stumpfgleis war eine 130 m lange Rübenverladerampe.
In der ersten Hälfte des 20. Jahrhunderts verlief durch Puffendorf auch die meterspurige Geilenkirchener Kreisbahn auf der Strecke Alsdorf – Baesweiler – Setterich – Puffendorf – Immendorf – Geilenkirchen. Die Strecke wurde zwischen Alsdorf und Puffendorf 1953 stillgelegt. Bis zu diesem Zeitpunkt hatte Puffendorf zwei nebeneinander liegende Bahnhöfe. Wegen der unterschiedlichen Spurweite beider Bahnen war die gemeinsame Nutzung eines Bahnhofs nicht möglich. Der Volksmund erzählt noch, gewollt zweideutig, dass man „von Puffendorf mit dem Triebwagen nach Geilenkirchen“ fuhr.

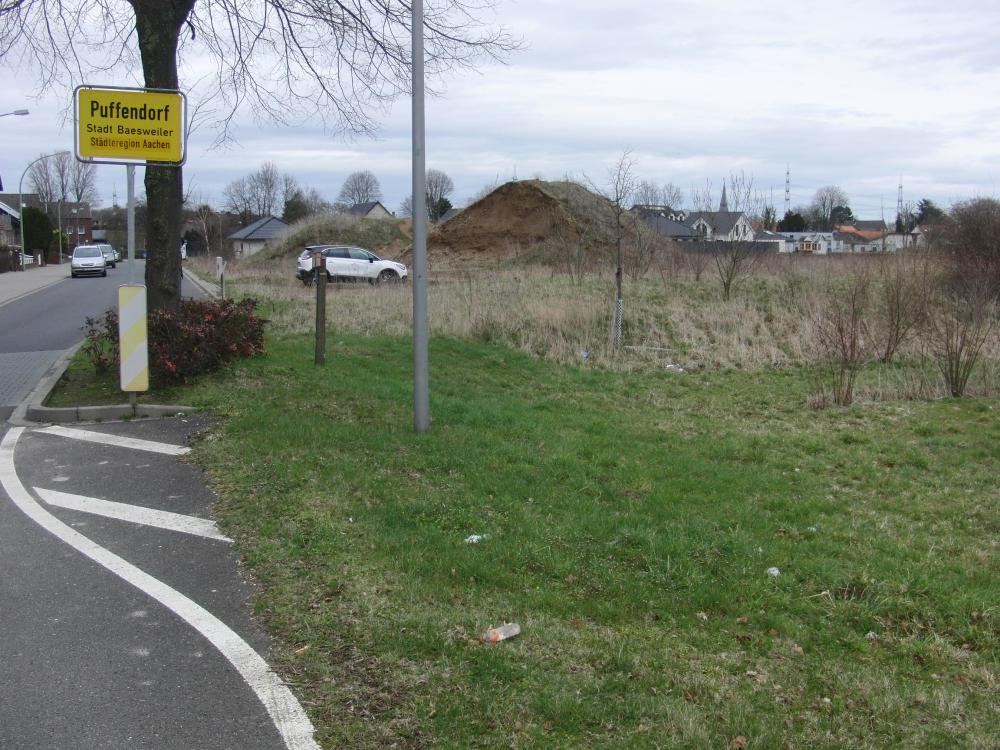
Ehemaliges Bahnhofsgelände Puffendorf im Jahr 2018

Auch wenn es wegen der unterschiedlichen Spurweiten keine Gleisverbindung gab, war dennoch eine Umlademöglichkeit zur Geilenkirchener Kreisbahn gegeben. Dazu führte ein Stumpfgleis vom gegenüberliegenden Bahnhof der GKB quer über die Straße bis neben das Ladegleis der JKB. Die Umlademöglichkeit bestand bis ins Jahr 1963, da die GKB zu diesem Zeitpunkt den Gütertransport nach Puffendorf einstellte. Eine Umsteigemöglichkeit für Fahrgäste im Personenverkehr war bereits mit der Einstellung des Personenverkehrs bei der GKB im Jahr 1953 nicht mehr gegeben. Stattdessen wurde der Bahnhof mit Bussen der Kreiswerke Heinsberg bedient.
Das gesamte Bahnhofsareal wurde nach der Einstellung des Bahnverkehrs an die Altmetallverwertung Plum (Alsdorf) verkauft, die das Gelände als Schrottplatz nutzte. Dabei wurde bis in die zweite Hälfte der 1990er Jahre gelegentlich auch Schrott mit der Kreisbahn an- und abgeliefert. Im Jahr 2003 wurde das gesamte Areal des Schrottplatzes, inklusive der dort liegenden Gleise, abgeräumt und im Jahr 2010 in eine Grünanlage umgewandelt. Das nicht mehr befahrene Streckengleis endet seitdem vor dem ehemaligen Bahnhofsgelände.

## Triebfahrzeugbestand der JKB

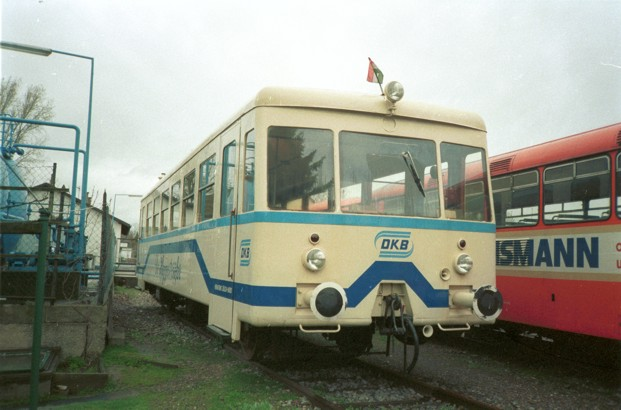
Talbot-Triebwagen im Bahnhof Jülich-Nord

Bei Betriebsaufnahme waren zwei Dampflokomotiven, vier Personenwagen, zwei Post-/Gepäckwagen (andere Quellen schreiben nur von einem Packwagen) und 13 Güterwagen vorhanden. Zwei der drei Dampflokomotiven der Jülicher Kreisbahn sind in den Niederlanden erhalten:
- Lok 1B (Bn2t) aus der Anfangsausstattung, gebaut von Humboldt 1910, wird betriebsfähig aufgearbeitet durch die Spoorweg-Maatschappij Zuid-Beveland (SZB).
- Dampflok 152 (1’C h2t-Lok vom Typ ELNA 5, gebaut von Henschel & Sohn, Kassel 1927) fährt jetzt bei der Museum Buurtspoorweg (MBS) zwischen Haaksbergen und Boekelo.

Die Jülicher Kreisbahn besaß nacheinander zwei Dieselloks, die V 34 und V 35. Beide Loks vom Typ G 320 B wurden von MaK gebaut. Die V 34 wurde nach Getriebeproblemen an den Hersteller zurückgegeben und durch die V 35 ersetzt. Die V 35 ist weiterhin bei der Rurtalbahn GmbH im Einsatzbestand vorhanden.

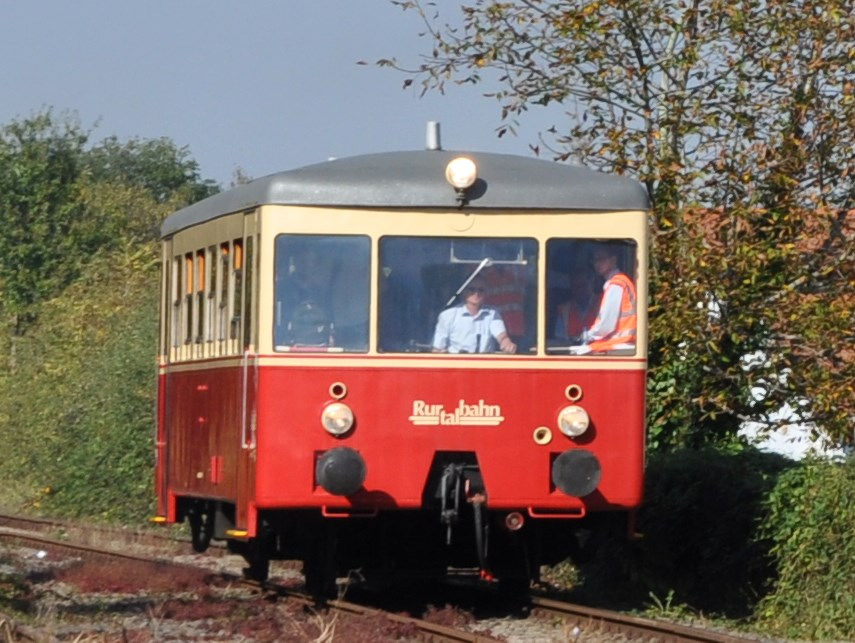
T 1 auf Sonderfahrt in Zülpich 2014

Zur Rationalisierung des Personenverkehrs wurde 1952 bei Talbot ein Dieseltriebwagen vom Typ Taunus beschafft. Der Triebwagen gehörte danach der Rurtalbahn und stand nach einer Aufarbeitung für Sonderfahrten zur Verfügung. Heute ist er im Besitz der Eisenbahnfreunde Grenzland e. V. und soll dort erneut aufgearbeitet werden in Zukunft sind Sonderfahrten mit diesem Fahrzeug im Verkehrsraum Aachen geplant.